# La mujer en la Antigua Grecia

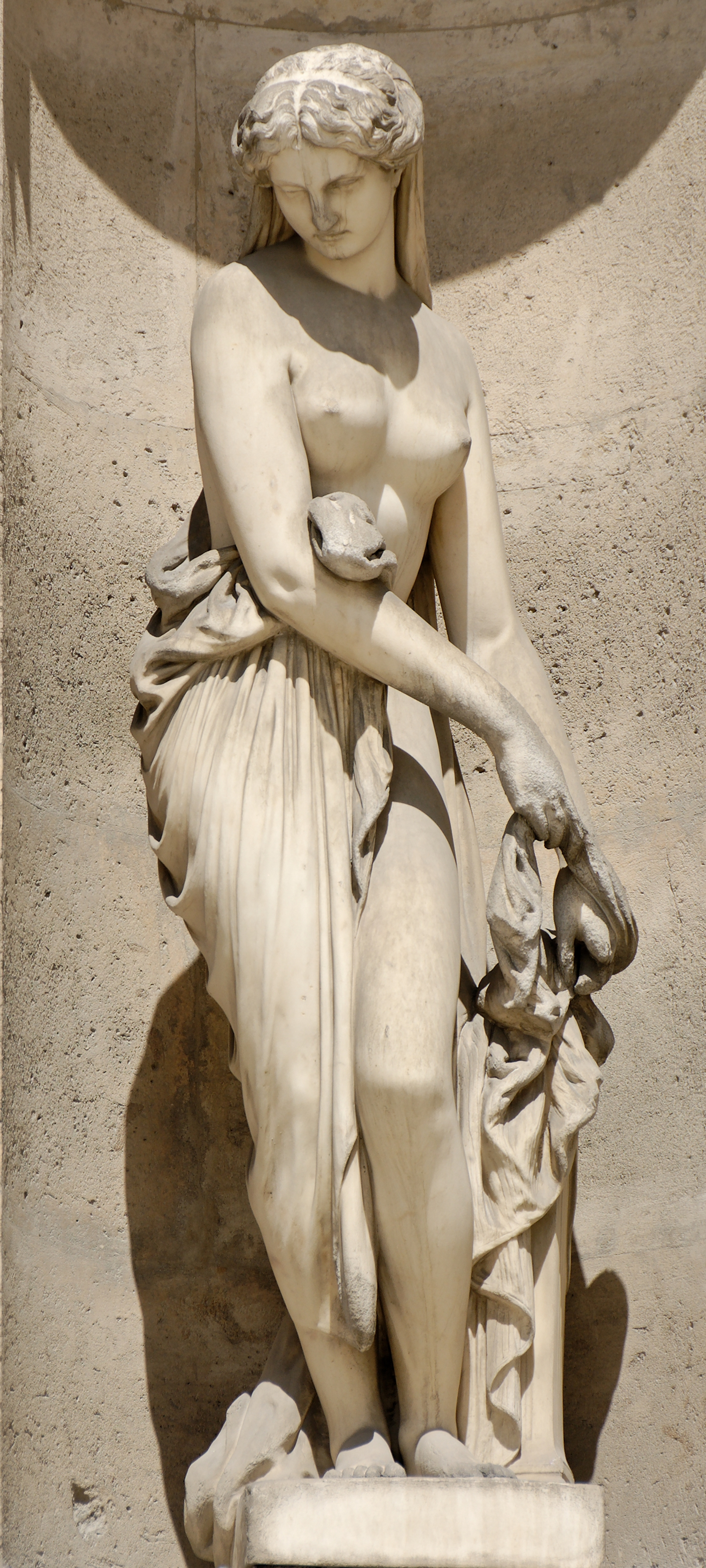
Campaspe, de aparente gran belleza, concubina de Alejandro Magno, una de las modelos favoritas del artista Apeles (Museo del Louvre)

En la Antigua Grecia existían distintas estructuras sociales, con formas de gobierno y distintas leyes, según cada ciudad-estado (polis). En Esparta, la mujer gozaba de igualdad ante el hombre, tanto en la formación en la educación, atlética y artística, como también una igualdad jurídica, incluso tenía un especial privilegio sobre las propiedades, bajo un sistema de gobierno de reyes y reinas, conocido como diarquía. 
En las epopeyas homéricas, algunas polis se describen como una sociedad patriarcal. Durante el desarrollo de la ciudad a lo largo del siglo VIII a. C., se establecieron dos grandes grupos sociales basados en criterios de exclusión: el «círculo de ciudadanos», que excluía a los extranjeros (metecos) y a los esclavos y el «club de hombres», que excluía a las mujeres, que a su vez tenían su club por separado. En lo que respecta a la vida social, entre las mujeres tenían activa participación el sector de las heteras, cortesanas de reputación en la Hélade, de distintas funciones según las diversas fuentes clásicas, y que gozaban de privilegios para los asuntos de la política, con derecho a la educación y el pago de impuestos como cualquier ciudadano. Por lo demás, las mujeres en la Antigua Grecia, tenían innumerables oficios: sacerdotisas de templos (pitias), poetisas, actrices de teatro, coristas, modelos de escultores, profesoras de ciencias como la retórica, logografía (el caso de Aspasia). Sobresale también en el rubro artístico la poetisa Safo en la isla de Lesbos, que llegó a gozar de gran reconocimiento.
Platón en el libro V de la República admite a las mujeres en la clase de los guardianes y al final del libro VII reconoce la posibilidad de que existan filósofas gobernantes. Aristóteles (Política, III, 1) definió la ciudadanía como la posibilidad de participar en el poder político; la mujer constituía, así, el sector social más alejado de la posibilidad de participar en él, por cuanto que, a diferencia de los metecos y los esclavos, no podía convertirse nunca en ciudadana. Aristóteles no estaba de acuerdo con Platón sobre el tema de si las mujeres deberían ser educadas, pero ambos, sin embargo, consideran a las mujeres como inferiores (ver: Visión aristotélica de la mujer).
Hubo que esperar a la época helenística para ver a grandes figuras femeninas emerger en el mundo griego, ya en decadencia después de la muerte de Alejandro Magno, tal es el caso de reinas como Berenice, Arsínoe o Cleopatra.

## Apunte sociológico
En primer lugar, la noción de «mujer» no debe entenderse de forma binaria, como ocurre en la época contemporánea. En la Antigua Grecia, otras distinciones primaban sobre esta diferencia de género, en primer lugar la existente entre ciudadanos y esclavos. Si las mujeres no tenían autonomía política y debían ser fieles a sus maridos (lo contrario no era cierto), podían ir al templo, participar en actos religiosos o festivos o administrar los bienes del hogar. Las condiciones de vida de las mujeres extranjeras o esclavas son muy diferentes a las de las esposas o hijas de los ciudadanos. Por lo tanto, es más bien la clase social la que debe ser cuestionada, ya que la diversidad de situaciones de vida de las mujeres hace anacrónica cualquier reivindicación global de los derechos de las mujeres.

## El papel de la mujer en la religión en la Grecia clásica
Las mujeres tenían que vivir recluidas en el hogar, donde realizaban las funciones domésticas, y aunque estaban excluidas del ámbito político y jurídico, gracias a estudios realizados sobre la sociedad de la época, sabemos que las mujeres realizaban gran parte de los rituales públicos y privados, como los relacionados con el ciclo vital y culto a ciertas divinidades.  
La libertad estaba restringida para las mujeres en muchos aspectos pero en el terreno religioso realizaban funciones importantes que les proporcionaba cierta independencia de los hombres.
La sociedad griega daba mucha importancia a la religión y el papel que ejercía la mujer era tan importante y apreciado en el ámbito sacro que le proporcionaba una mayor visibilidad en esa sociedad.  
La religión griega entrañaba realizar ciertos rituales que se realizaban tanto en el ámbito doméstico como en las diversas manifestaciones del calendario litúrgico. El papel de la mujer era complementario al del hombre, pero las prácticas culturales no las realizaban juntos, a excepción de las festividades, en las cuales las mujeres podían salir de casa para asistir a las ceremonias religiosas en honor a los dioses junto a los hombres.
Entre las ceremonias de culto privado, destacan las relacionadas con el nacimiento y la muerte. En ellas solo participaban las mujeres, los hombres tenían prohibida su asistencia. Estas prácticas tenían que ser realizadas solo por las mujeres,  ya que se pensaba que la mujer al ser la dadora de vida también tenía que amortajar al fallecido, para que el ciclo de la vida y de la muerte se cumpliese correctamente.
Por lo general, el servicio divino duraba un periodo determinado, no era necesario que las mujeres de dedicaran de por vida al servicio de la divinidad. Por ejemplo las mujeres casadas seguían estándolo;  en el caso de jóvenes vírgenes, tras acabar el periodo podían casarse.
En el recorrido de la mujer en la religión podemos citar los siguientes ejemplos:
- Las jóvenes solteras ejercían el papel de portadoras de cestas en las procesiones de las festividades, por ejemplo, la procesión de las Panateneas. 

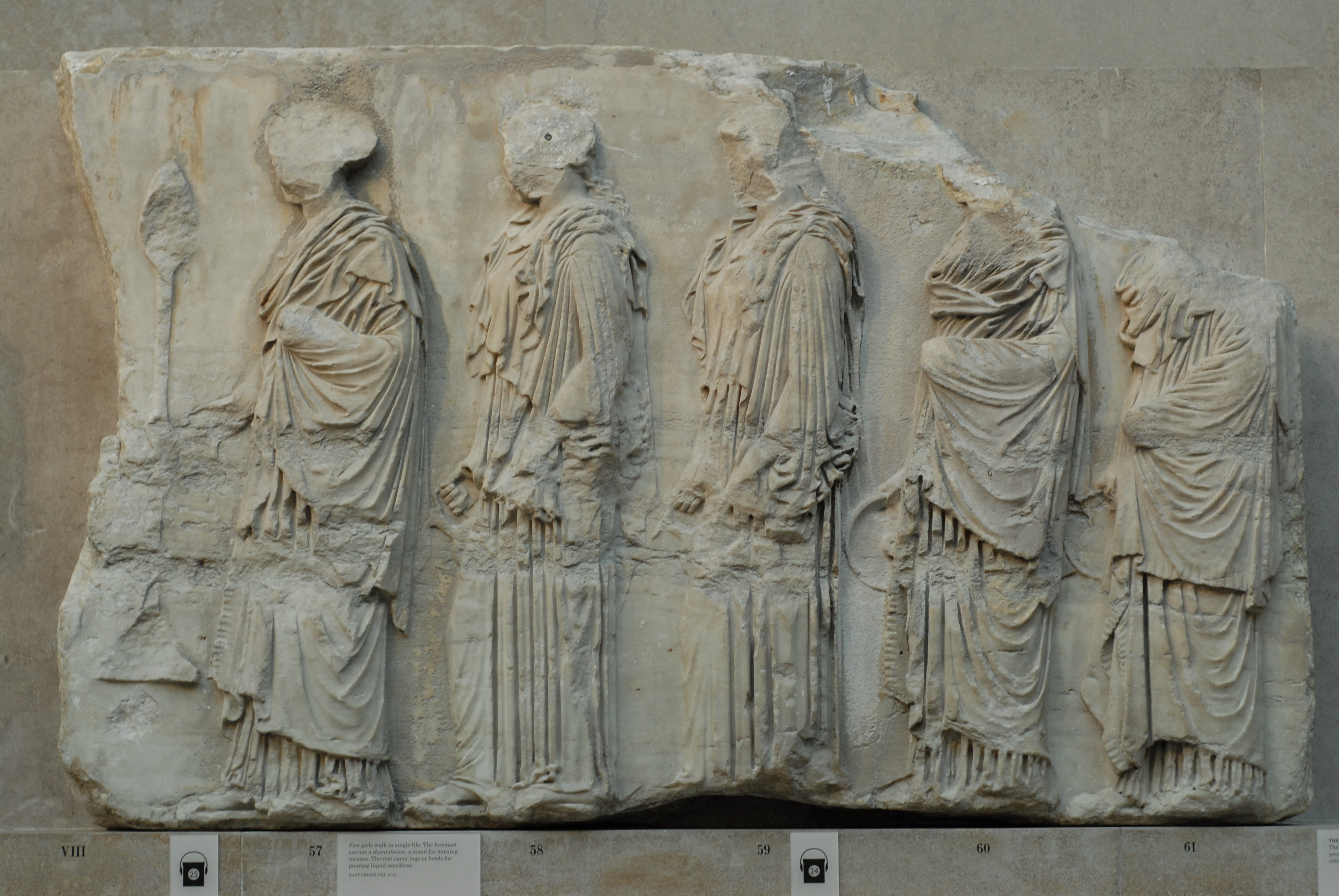
Procesión de las Panateneas. Friso del Partenón.

-  Las mujeres adultas ejercían de sacerdotisas ante el altar de una divinidad y presidían el sacrificio de animales a los dioses.
-  Las mujeres casadas realizaban rituales secretos, en los que no podían asistir los hombres, como las ceremonias para conseguir la bendición de los dioses sobre los campos y las cosechas. Se pensaba que las mujeres tenían una relación íntima con la fertilidad de la tierra, que estaba representada por la diosa Gea.
-  También participaron en la adoración de divinidades nuevas, como por ejemplo Adonis. Era un rito privado que estaba fuera del calendario religioso oficial.
-   Las mujeres de Dionisio, en Atenas, lejos de la presencia de los hombres, las mujeres se reunían en un recinto cerrado y bailaban descalzas ante la estatua del dios Dionisio.
-  Las profecías y las profetisas. Uno de los oficios más conocidos de la antigua Grecia era el de la pitia, la profetisa-sacerdotisa de Apolo en Delfos, que  ocupaba la posición más importante en el mundo religioso griego

## La epopeya homérica

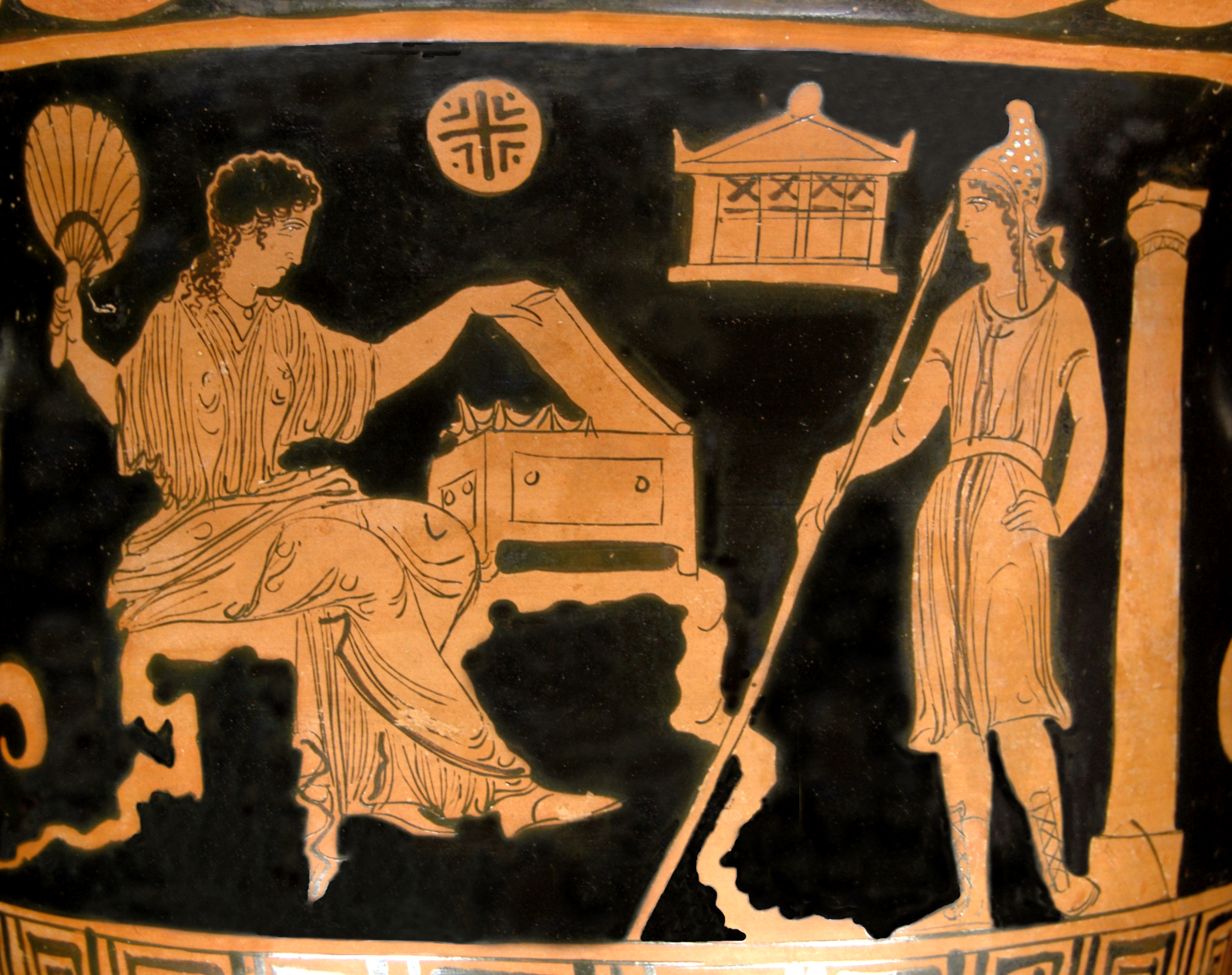
Helena y Paris, crátera de figuras rojas, museo del Louvre.

La principal fuente de información de las mujeres en esta época es homérica: la Ilíada y sobre todo la Odisea, obras en las que se describen combates y banquetes reales, contienen numerosos momentos de la vida cotidiana, donde las mujeres están en la parte delantera de la escena. El carácter histórico de estas descripciones está evidentemente sujeto a debate. Sin embargo, parece probable que el o los poetas autores de estas dos epopeyas hayan sacado su inspiración, en estos pasajes, de la vida cotidiana de su época, en el siglo VIII a. C.
En las epopeyas, la mujer tiene un triple papel: esposa, reina y ama de casa. Esposa en primer lugar o futura esposa, lo que permite comprender la complejidad de las prácticas matrimoniales griegas. Se encuentra en primer lugar el clásico sistema de la reciprocidad, ilustrado por la excepción a la regla de Agamenón urgiendo a Aquiles a reemprender el combate. Le ofrece una de sus tres hijas precisando: «que sin darme regalo se lleve a la que quiera como esposa a la casa de Peleo, y además le daré una dote». Se trata allí de una práctica excepcional: normalmente, el esposo debe dar a su suegro presente, las ἕδνα, hêdna. La mujer va a instalarse entonces en la casa de su esposo, en la Ilíada, en la morada del padre de Aquiles. La unión es monógama en el mundo de los héroes griegos como los troyanos. Sin embargo, las prácticas matrimoniales permanecen aún poco formalizadas: Helena, esposa legítima de Menelao, es tratada también como la esposa legítima de Paris. Príamo deroga la regla de la monogamia; además, su palacio acoge a sus hijos y sus esposas pero también a sus hijas y sus maridos.
Las esposas de los reyes homéricos son también reinas. Así, en el canto VI de la Ilíada, Hécuba puede convocar a las mujeres de Troya para una ceremonia religiosa. En el canto IV de la Odisea, Telémaco visita Esparta y es acogido en la sala del banquete por Helena que está ante los compañeros de su marido. Incluso, Arete, esposa de Alcínoo, está en la sala del palacio, junto a su esposo.
Por lo demás, ellas son amas de casa, rigiendo el griego οἶκος, oikos, es decir, la casa, el dominio. Su símbolo es la rueca: Penélope teje su célebre tela, a ejemplo de Helena. Quien representa la guerra de Troya —o incluso Andrómaca, a la que Héctor devuelve a su oficio en el momento en el que parte al combate—. Él vuelve a acoger a los huéspedes, como lo hace Arete por Odiseo o Policasta, hija de Néstor, por Telémaco. Por fin, deben administrar los recursos del dominio. Cuando Ulises parte para Troya, es a Penélope a quien confía las llaves del tesoro.
Alrededor de la esposa legítima gravitan las sirvientes y las concubinas. Las primeras están a disposición del ama de casa. Así, al final de la Odisea, Odiseo mata igualmente a las sirvientes que se habían acostado con los pretendientes de Penélope. Las sirvientes ayudan a las esposas en sus trabajos domésticos y son supervisadas por una intendente, personaje central del oikos griego. La nodriza ocupa igualmente un lugar importante, atestiguado por el papel jugado por Euriclea, nodriza de Ulises, después de Telémaco, adquirida por cien bueyes por Laertes, a la que honra «al igual que su esposa». Las concubinas son cautivas de guerra, el lote del vencedor, que sirven de dádivas entre reyes, tales como Briseida y Criseida. Cuando Troya es tomada, la mujer y las hijas de Príamo son trofeos para los vencedores aqueos. Las mujeres, cualquiera que sea su estatus, permanecen ante todo sometidas a los hombres, sean los maridos o, como en el caso de Penélope, su hijo Telémaco.

## Edad del Bronce

Fresco de mujer en Micenas, circa 1300 a. C.

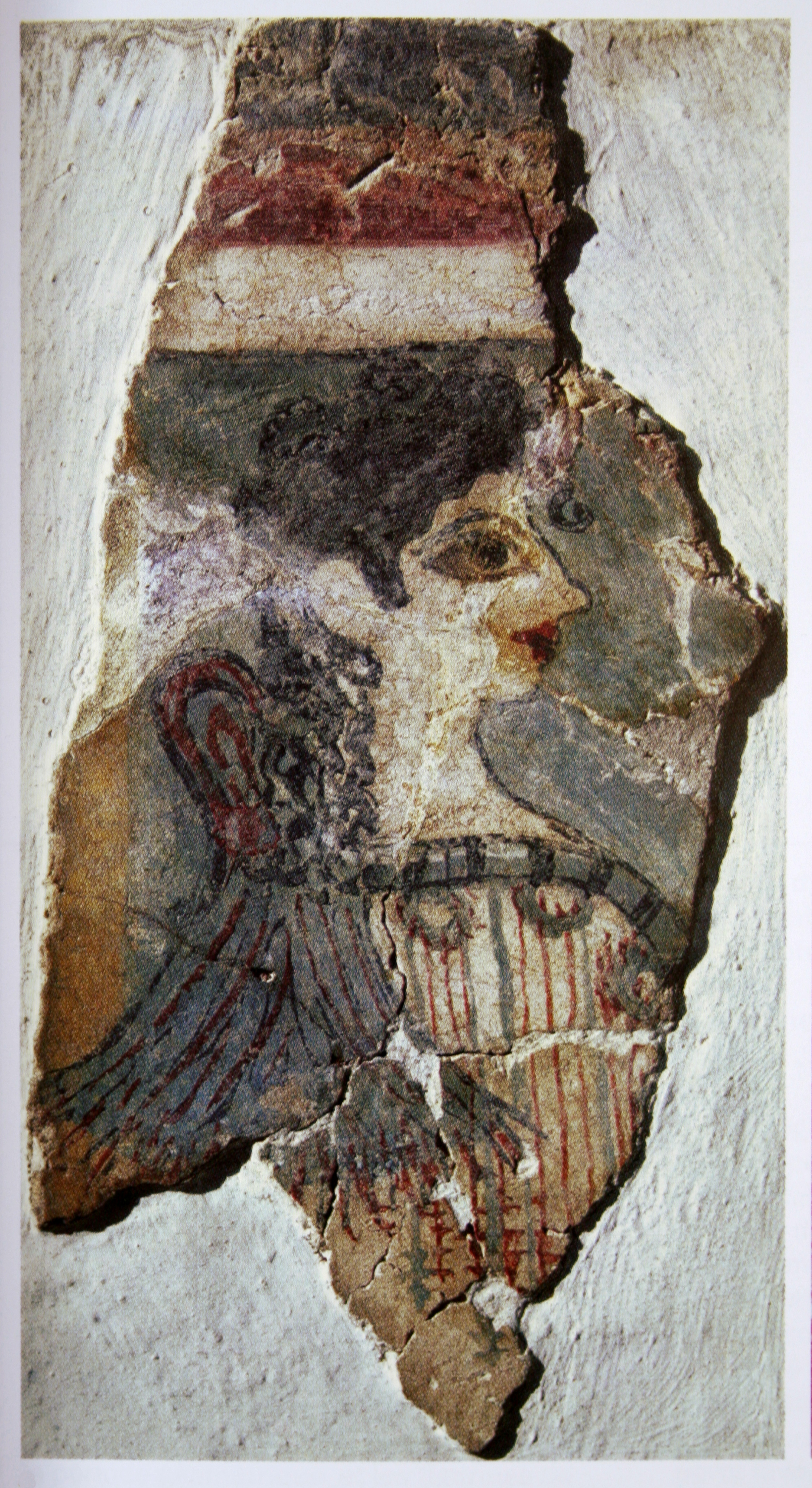
Fresco de «la Parisienne», palacio de Cnosos

En la vida diaria, las mujeres de la realeza y las esclavas se dedicaban a tareas similares.
La distinción entre hombres libres y esclavos estaba marcada en forma más definida. Los hombres libres podían dedicarse a las mismas tareas que los esclavos, pero solo los hombres libres podían llevar armas y defender a sus ciudades.
Los deberes de la mujer giraban en el ámbito de la casa. El epíteto de Homero de los «brazos blancos» y los frescos de la Edad del Bronce que muestran a las mujeres con la piel blanca y a los hombres tostados por el sol testifica que los trabajos de la mujer estaban orientados de puertas adentro. La señora de la casa es la que se ocupaba de la familia y del hogar. Las casas de Alcínoo y de Odiseo tenían muchas esclavas. Todos los alimentos se preparaban en la casa por esclavas y eran servidos por ellas.
Las ropas se hacían desde el principio al fin, en la casa, y en esta tarea estaban implicadas las mujeres de la realeza, e incluso las inmortales, así como las esclavas. Las mujeres maduras, solían sentarse junto al fuego a hilar y tejer. Este se situaba en el centro de la habitación principal de la casa. El hecho de que Homero muestre a Helena, Penélope o Arete sentadas junto al fuego significa que una mujer estaba totalmente al tanto de todo cuanto sucediera en su hogar. Es común encontrar a una mujer de la realeza tejiendo mientras entretenía a sus huéspedes.
En ciertos ejemplos, este incesante tejer adquiere un significado mágico: las mujeres están trazando el destino de los hombres. Arete, aunque era una reina, pudo reconocer que el vestido que llevaba Odiseo había sido confeccionado en su propio hogar. El episodio de Nausícaa demuestra que hasta una princesa consideraba que el lavado de la ropa era tanto una obligación como una realización digna de elogio.
Las mujeres estaban también encargadas de bañar y untar de aceites a los hombres. Homero es muy explícito en esta ocasión, pues esta tarea no estaba reservada a las esclavas ni tampoco a mujeres que como Calipso tenían intimidad con el hombre al que bañaban. La joven y virginal hija de Néstor era la que bañaba a Telémaco y le daba masajes con aceite de oliva, y Helena relata que en Troya era ella misma la que bañaba y ungía a Odiseo.
Otras fuentes históricas también proporcionan testimonios sobre las tareas usuales de las mujeres de la Edad del Bronce. Tablillas de barro procedentes de Pilos, escritas en lineal B, mencionan como tareas de las mujeres el buscar agua y preparar los baños, hilar, tejer, moler grano y recogerlo. También dicen que la ración alimenticia de los hombres era dos veces y media mayor que la de las mujeres.
Comparada con la literatura griega posterior, la épica da una impresión generalmente atractiva de la vida de las mujeres. Se esperaba que fueran modestas, pero no que estuvieran enclaustradas. Andrómaca y Helena paseaban libremente por las calles de Troya, aunque siempre con escolta, y las mujeres aparecían en el escudo de Aquiles ayudando a la defensa de las murallas de la ciudad También se habla de las citas de chicos y chicas fuera de las murallas de Troya. Muchas mujeres especialmente Helena, Arete y Penélope, podían permanecer en las habitaciones públicas en presencia de invitados varones sin escándalo. No solo las concubinas sino también las esposas legítimas podían ser consideradas deseables, y aquí aún hay poca influencia de la misoginia que se desprende de la literatura griega.

## La edad oscura y la época arcaica

### Testimonios arqueológicos

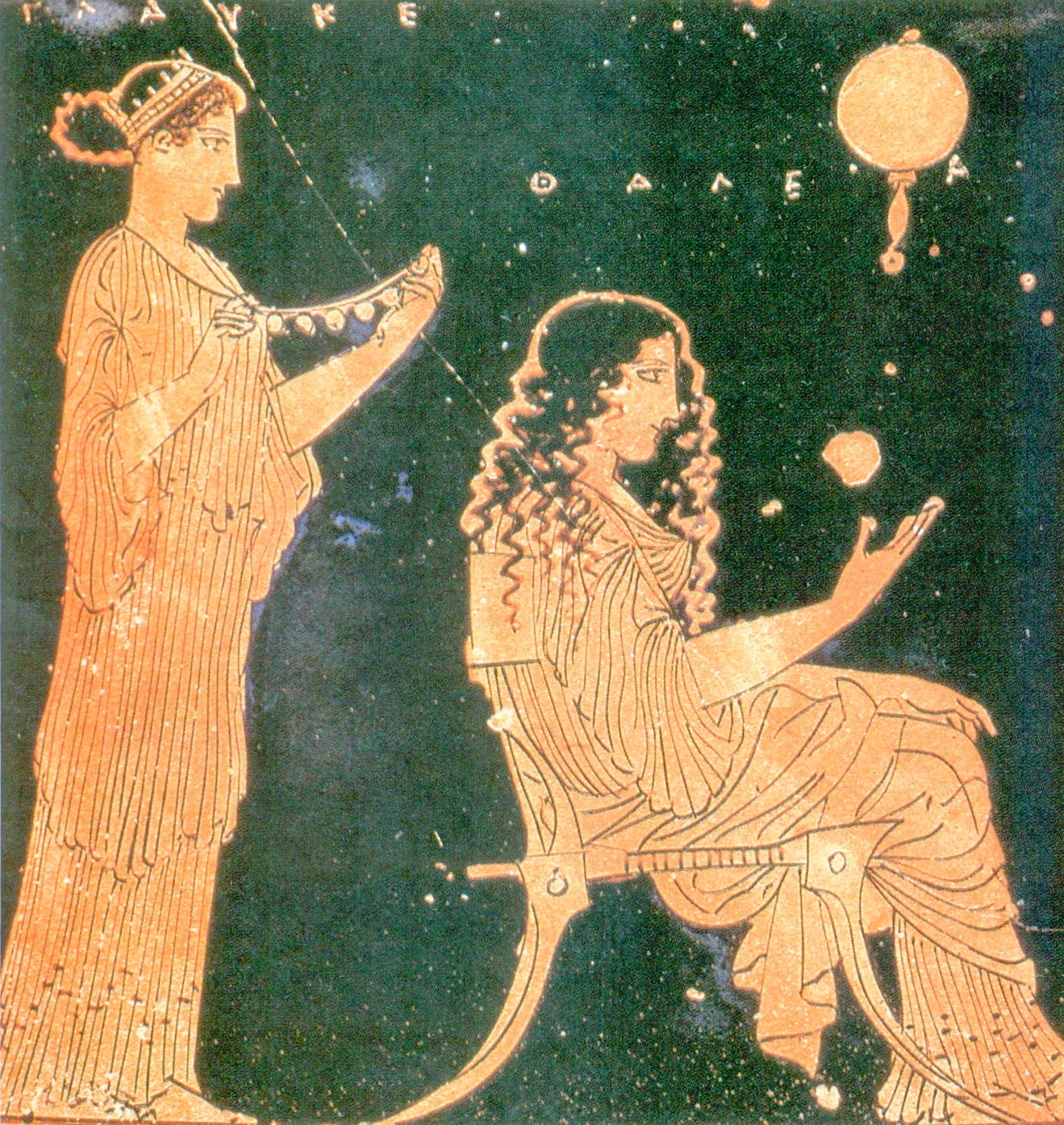
Dos mujeres de la Atenas arcaica haciendo los preparativos para una boda, representadas en una cerámica pintada del siglo V a. C.

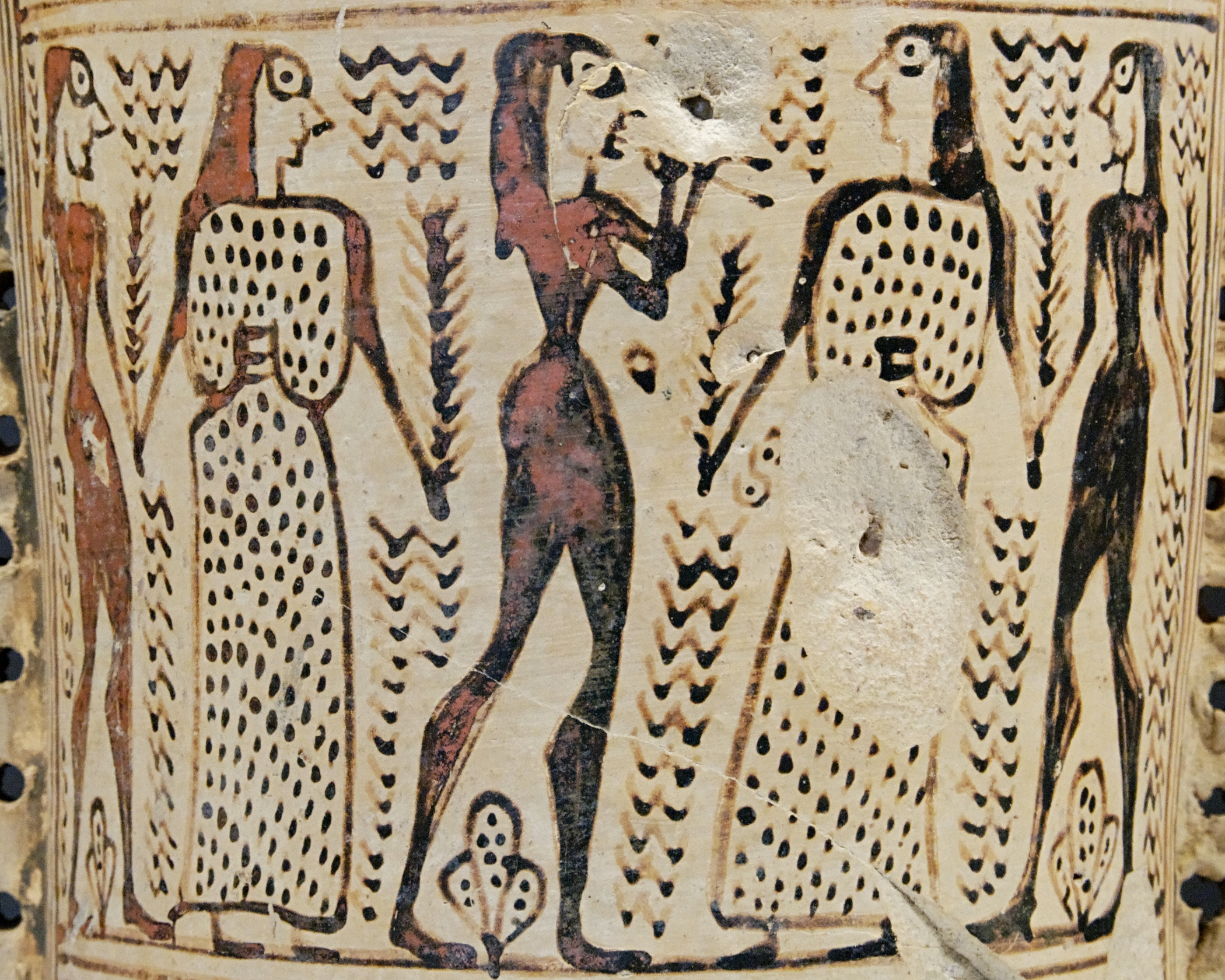
Parejas bailando al son del aulós. Cuello de un lutróforo protoático del Pintor de Analato. (aprox. 690 a. C.).

La principal fuente de conocimiento, respecto a las mujeres durante la Edad Oscura y el principio del periodo arcaico, antes de la codificación de sus leyes civiles, es la arqueología, especialmente el material obtenido de los sepelios de mujeres y sus imágenes en las piezas de cerámica.
Los roles del sexo, estaban ya fuertemente establecidos en Atenas durante la Edad Oscura. Tanto los miembros vivos de las familias que aportaban sus presentes a las tumbas de sus muertos como los artesanos que confeccionaban todos los elementos que adornaban los sepulcros eran conscientes de que los contenidos de las tumbas, así como sus inscripciones, debían ser datos indicativos del sexo del fallecido.

El sexo se diferenciaba de varias formas. En el periodo protogeométrico (1000-900 a. C.), los enterramientos de hombres y de mujeres que se hacían en Ática se diferenciaban por las formas de las ánforas en las que las cenizas eran enterradas o en las que servían para marcar las tumbas. 
Los enterramientos de varones se asociaban normalmente con ánforas que tenían asas en el cuello, mientras que las de las mujeres llevaban asas en la panza, horizontales y colocadas en la parte más ancha de las mismas. 
Las ánforas con asas en la parte más ancha eran las que se usaban para llevar agua, tarea tradicionalmente realizada por mujeres.
Aunque la mayoría de las mujeres carecían de derechos políticos y de igualdad en la Antigua Grecia, gozaron de cierta libertad de movimiento hasta la Época Arcaica. También existen registros de que las mujeres de la antigua Delfos, Gortina, Tesalia, Mégara y Esparta poseían tierras, la forma más prestigiosa de propiedad privada de la época. Después de la época arcaica, la situación de la mujer empeoró y se aplicaron leyes de segregación por sexos.

### Las mujeres y la colonización griega
En la Época Arcaica, los griegos, constreñidos por la estrechez de sus tierras, se embarcaron en un gran movimiento de colonización. En la mayor parte del tiempo, los colonos eran únicamente hombres: contaban con la población indígena para suministrarles esposas. Era el procedimiento tradicional de la boda por rapto. Heródoto relata que los colonos atenienses fundadores de Mileto, en Caria, atacaron a los autóctonos, se adueñaron de las mujeres y mataron a los hombres. Para vengarse de los agresores, las mujeres carias juraron no comer nunca con sus esposos y no llamarlos nunca por su nombre.

### Matrimonios y tiranos
El matrimonio como medio de establecer alianzas encuentra su apogeo a partir de la segunda mitad del siglo VII a. C., cuando muchas ciudades griegas fueron gobernadas por tiranos. En ruptura con los feudalismos anteriores, se apoyaron, no obstante en ellas para asentar su poder. Así, el ateniense Pisístrato se casó tres veces: la primera vez, con una ateniense anónima; la segunda, con una argiva de alto rango; la tercera, con la hija de su adversario Megacles, de la poderosa familia de los Alcmeónidas. Al final del siglo V a. C., Dionisio I, tirano de Siracusa, viudo de su primera mujer, duplicó el beneficio de su matrimonio contrayendo dos alianzas simultáneamente: las dos esposas eran hijas de personas importantes, una de Locri, la otra de Siracusa.
Las hijas de los tiranos servían para el mismo propósito: las familias aristocráticas rivalizaban para obtener su mano. El tirano de Sición de principios del siglo VI a. C., Clístenes, tuvo una hija, Aragisté, que tuvo trece pretendientes, descendientes de las grandes familias de doce ciudades. Durante un año, los pretendientes vivieron en el palacio de Clístenes, mantenidos como los pretendientes de Penélope. Los tiranos recurrieron también a la endogamia, a falta de buenos partidos para las hijas: así, Dionisio casó a uno de sus hijos con su propia hermana, mientras que uno de sus hermanos esposó a su nieta.

## En Atenas en la época clásica
Atenas es la principal fuente de información sobre las mujeres en Grecia. Es difícil saber en qué punto las características atenienses pueden aplicarse a las otras ciudades griegas.

### Hijas y mujeres de ciudadanos

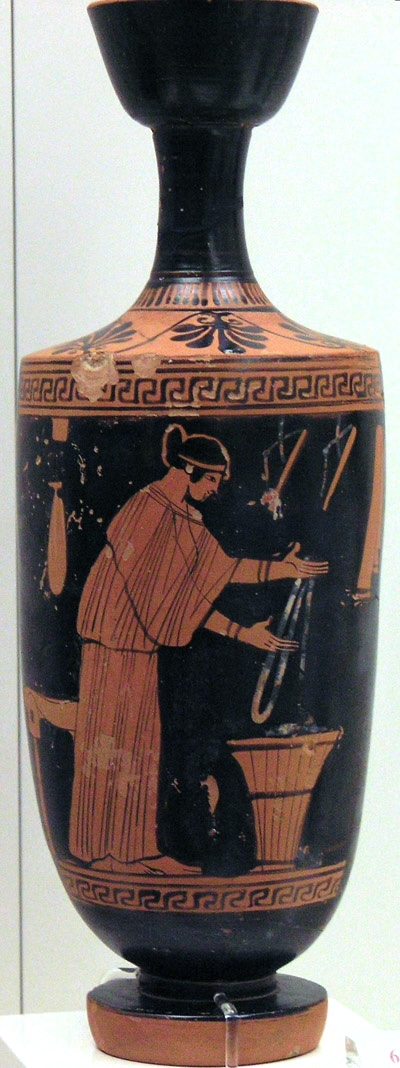
Mujer trabajando la lana, c. 480-470 a. C.

La mujer ateniense era una eterna menor de edad, que no poseía ni derechos jurídicos ni políticos. Toda su vida, debía permanecer bajo la autoridad de un tutor (en griego antiguo: κύριος, romanizado: kúrios): primero de su padre, luego de su marido, de su hijo si era viuda o de su más próximo pariente. Como a las mujeres se les prohibía llevar a cabo procedimientos judiciales, el kúrios los hacía en su nombre. Este tutor las acompañaba en cada acto jurídico, hablaba por ellas y defendía «sus» intereses. Ningún juez hablaba directamente con las mujeres afectadas. Los litigantes evitan nombrarlas por su nombre personal y se referían a ellas citando a los hombres con los que estaban emparentadas o casadas. Una mujer nombrada directamente por su propia identidad se consideraba generalmente indigna o que había infringido deliberadamente la ley.
En la sociedad ateniense, el término legal de esposa era conocido como damar, palabra que deriva del significado de la raíz de “someter” o “domesticar”.

#### Estatus en el seno del hogar

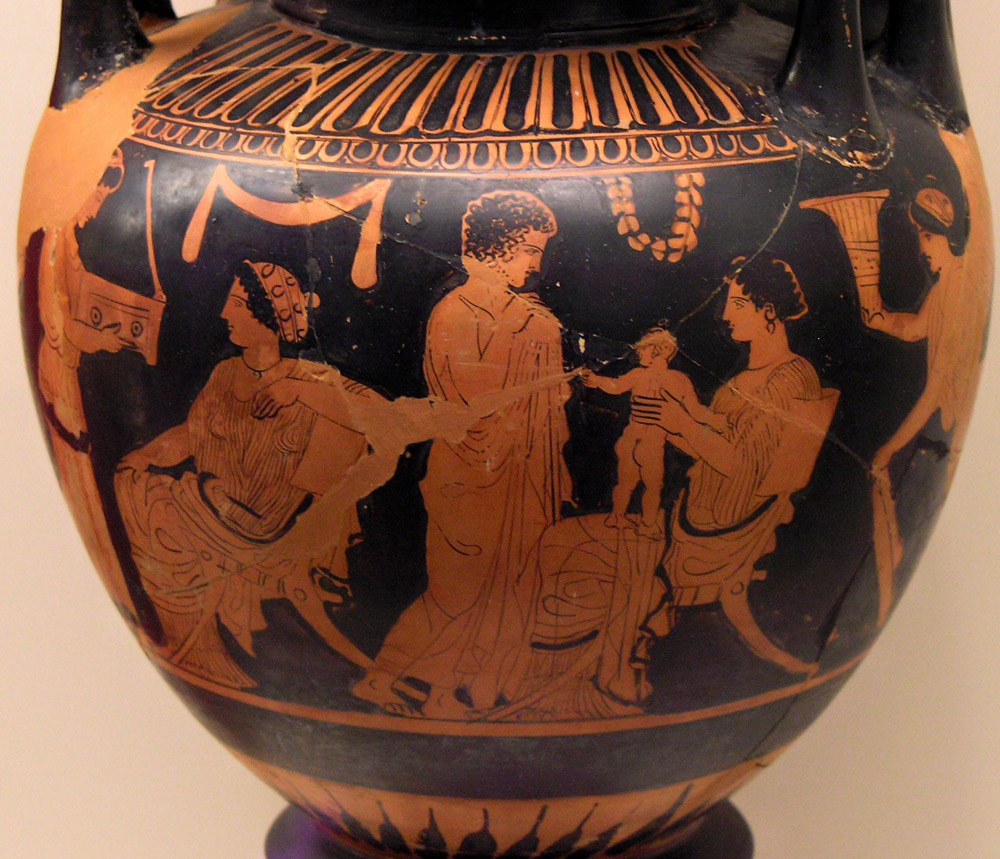
Escena familiar de gineceo, lebes nupcial de figuras rojas, c. 430 a. C.

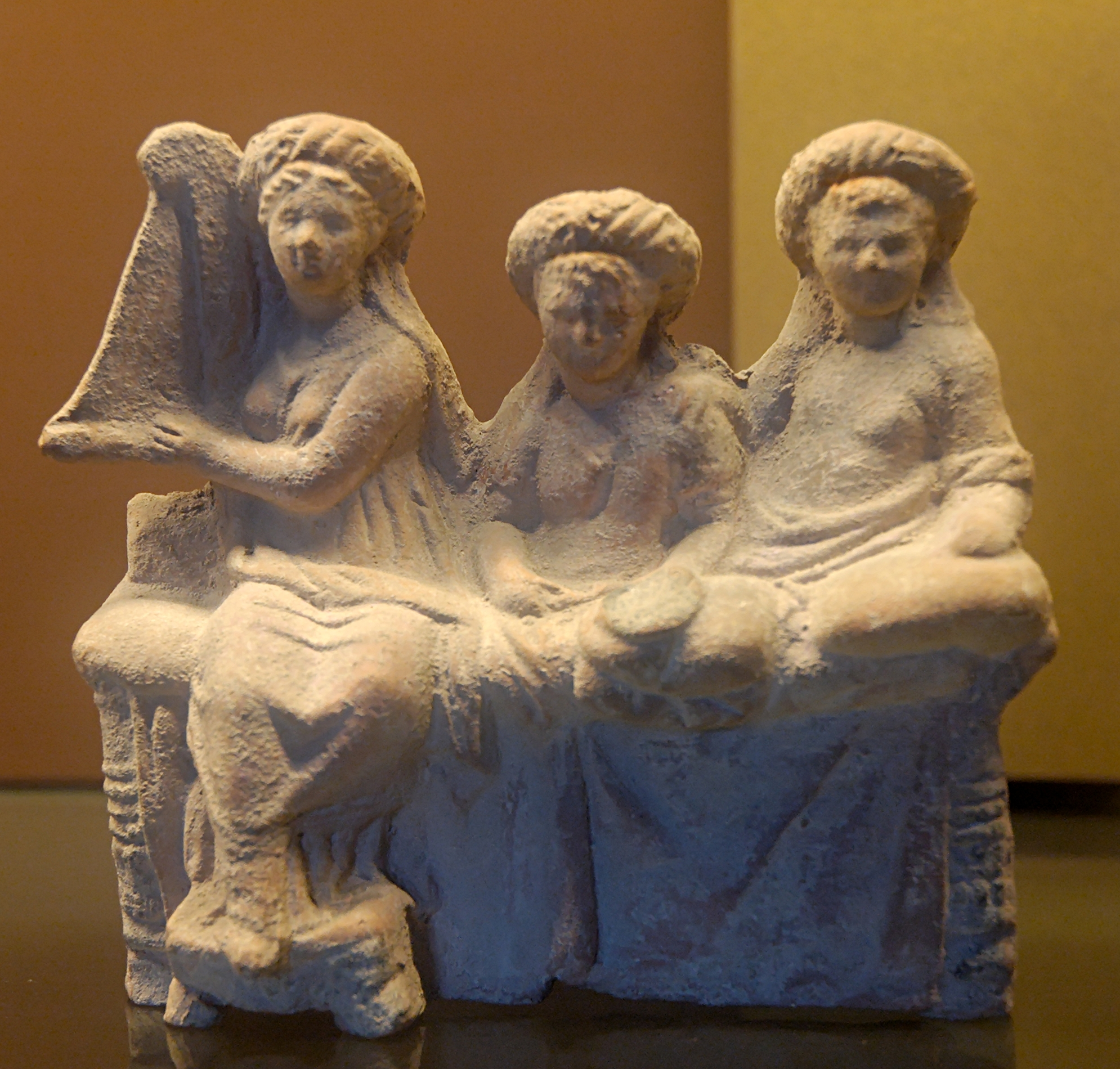
Convivios y hetera, terracotas griegas de Mirina,, museo del Louvre.

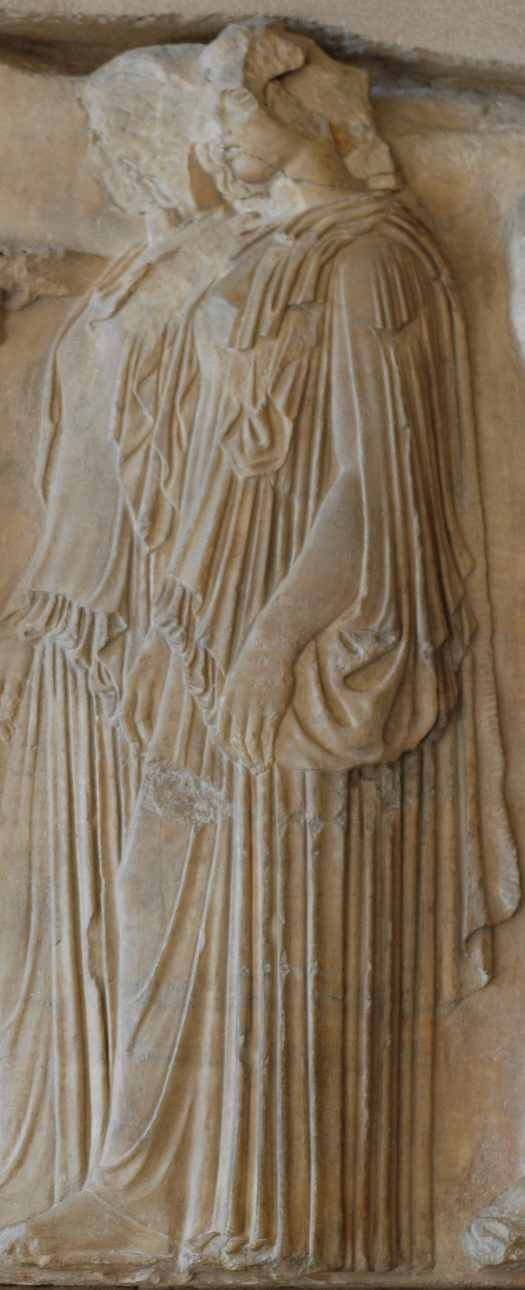
Mujer ateniense vistiendo un quitón. Detalle del friso de las Ergástinas, Museo del Louvre.

Las mujeres atenienses tenían un limitado derecho a la propiedad y, por lo tanto, no eran consideradas ciudadanas de pleno derecho, ya que la ciudadanía y el derecho a los derechos civiles y políticos se definían en relación con la propiedad y los recursos económicos.
Su existencia no tenía sentido más que para el matrimonio, que ocurría generalmente entre los 15 y 18 años. Este sistema se implantó como una forma de garantizar que las chicas siguieran siendo vírgenes cuando se casaran; también permitía a los maridos elegir quién iba a ser el siguiente marido de su mujer antes de que él muriera. 
El matrimonio era un acto privado, un contrato concluido entre dos familias. Curiosamente, el griego antiguo no tiene una palabra específica para designar el matrimonio. Se habla de ἐγγύη, engúê, literalmente la garantía, la caución: es decir, el acto por el cual el cabeza de familia daba a su hija a otro hombre. La ciudad no era testigo ni registraba en un acta este acontecimiento para conferir a la mujer el estatus matrimonial. Por eso, había que añadir la cohabitación. A menudo, a esta le sigue el engué. Sin embargo, sucedía que el engué tenía lugar cuando la chica era aún niña. La cohabitación no ocurría hasta más tarde. De manera general, la joven no tenía ni una palabra que decir en su futuro matrimonio.
Según Aristóteles, en la pareja conyugal, la “autoridad” (archè) del hombre sobre la mujer era de tipo “político”, del tipo que ejercían en una ciudad los “gobernantes” sobre los “gobernados”. La autoridad del padre sobre sus hijos era “real”, del tipo que tiene un rey sobre sus súbditos: la autoridad del marido estaba regulada y limitada.
Con su propia persona, la joven casada aportaba también su dote a su nueva familia. Consistía generalmente en dinero. La dote no era propiedad del marido: cuando su mujer moría sin hijos o en caso de divorcio por consentimiento mutuo, la dote debía ser devuelta. Cuando la suma era importante, el tutor de la casada se protegía a menudo mediante una hipoteca especial, la ἀποτίμημα, apotímêma: un bien inmobiliario era empeñado como contrapartida, empeño materializado por un  horos. A falta de reembolso de la dote, el bien era embargado.
El divorcio a iniciativa de la esposa no estaba normalmente permitido: solo el tutor podía pedir la disolución del contrato. Sin embargo, los ejemplos muestran que la práctica existía. Así, Hipareta, mujer de Alcibíades, pidió el divorcio presentándose en persona ante el arconte. Los comentarios de Plutarco sugieren que se trataba de un procedimiento normal. En el discurso Contra Onétor de Demóstenes, es el hermano de la esposa, su tutor, quien introduce la demanda de divorcio.
Una estricta fidelidad era requerida de parte de la esposa: su rol era dar nacimiento a hijos legítimos que pudieran heredar los bienes paternos. El marido que sorprendía a su mujer en flagrante delito de adulterio, tenía el derecho de matar al seductor en el acto. La mujer adúltera, podía ser devuelta a su tutor. Según algunos autores, el esposo burlado estaría en la obligación de hacerlo so pena de perder sus deberes cívicos. En cambio, el esposo no estaba sometido a este tipo de restricción: podía recurrir a los servicios de una hetera o introducir en el hogar conyugal una concubina (griego παλλακή, pallakế) —a menudo una esclava—, pero podía ser también la hija de un ciudadano pobre.

#### Trabajo de las mujeres

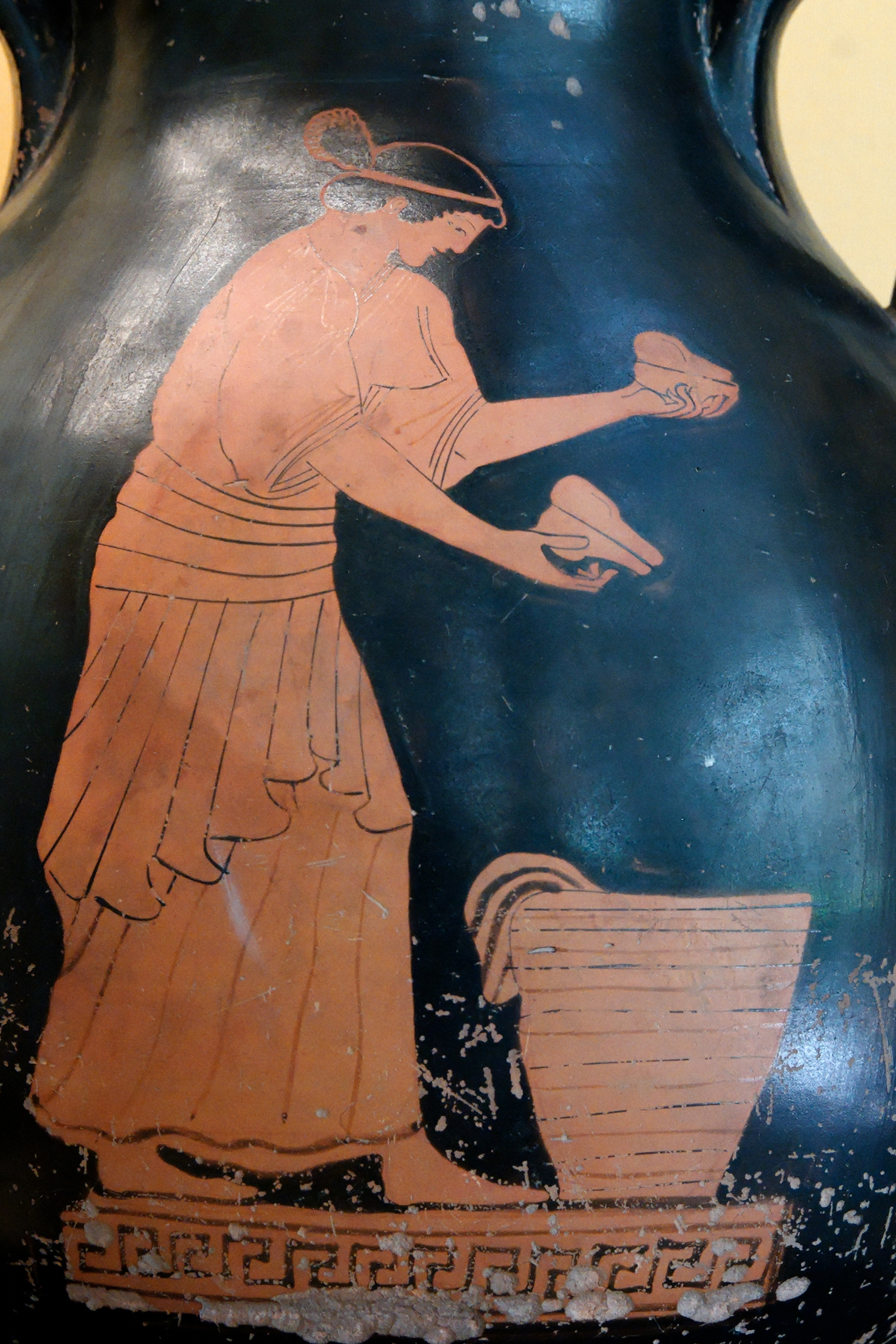
Una mujer ofrece a los transeúntes pasteles y fruta. Pélice del Pintor de Pan, segundo cuarto del siglo IV a. C.

Las mujeres de buena familia tenían como principal papel mantener el oikos. Eran confinadas en el gineceo, literalmente la «habitación de las mujeres», rodeadas de sus sirvientes. En el Económico de Jenofonte, se mencionan las pocas tareas que recaían en las mujeres  atenienses: hilar lana, preparar y reparar la ropa, vigilar el estado del grano y otras provisiones en la despensa, y cuidar de los sirvientes enfermos.
No se arriesgaban fuera del dominio familiar más que para cumplir funciones religiosas. En cambio, las mujeres del pueblo aportaban a la economía familiar un complemento de recursos vendiendo su superproducción agrícola o artesanal: aceitunas, frutos y hortalizas, hierbas (así Aristófanes, hace de la madre de Eurípides una vendedora de perifollo), tejidos, etc. Los autores cómicos como los oradores mencionan a mujeres vendedoras al detalle de aceites perfumados, de peines, de pequeñas alhajas o incluso de cintas. Manejaban, pues, dinero.

### Funciones públicas
Las mujeres atenienses, como en el resto de Grecia, no iban a la guerra y estaban excluidas de los órganos de deliberación y decisión política. Sin embargo, en lo que respecta a la actividad cultural, en todas las ciudades, las mujeres (esposas o hijas legítimas de ciudadanos) estaban en igualdad de condiciones con los ciudadanos varones.
En primer lugar, las mujeres debían formar un cuerpo para participar en las fiestas (exodoi). La ley también podía imponer una multa a quienes no cumplían con su deber. Algunas mujeres desempeñan funciones más destacadas que otras, como las canéforas que llevaban las cestas rituales durante los sacrificios. Además, las mujeres estaban en igualdad de condiciones con los hombres en el ámbito religioso y debían desempeñar funciones sacerdotales: todas las ciudades tenían sacerdotisas.

#### Un caso particular: la hija epíclera

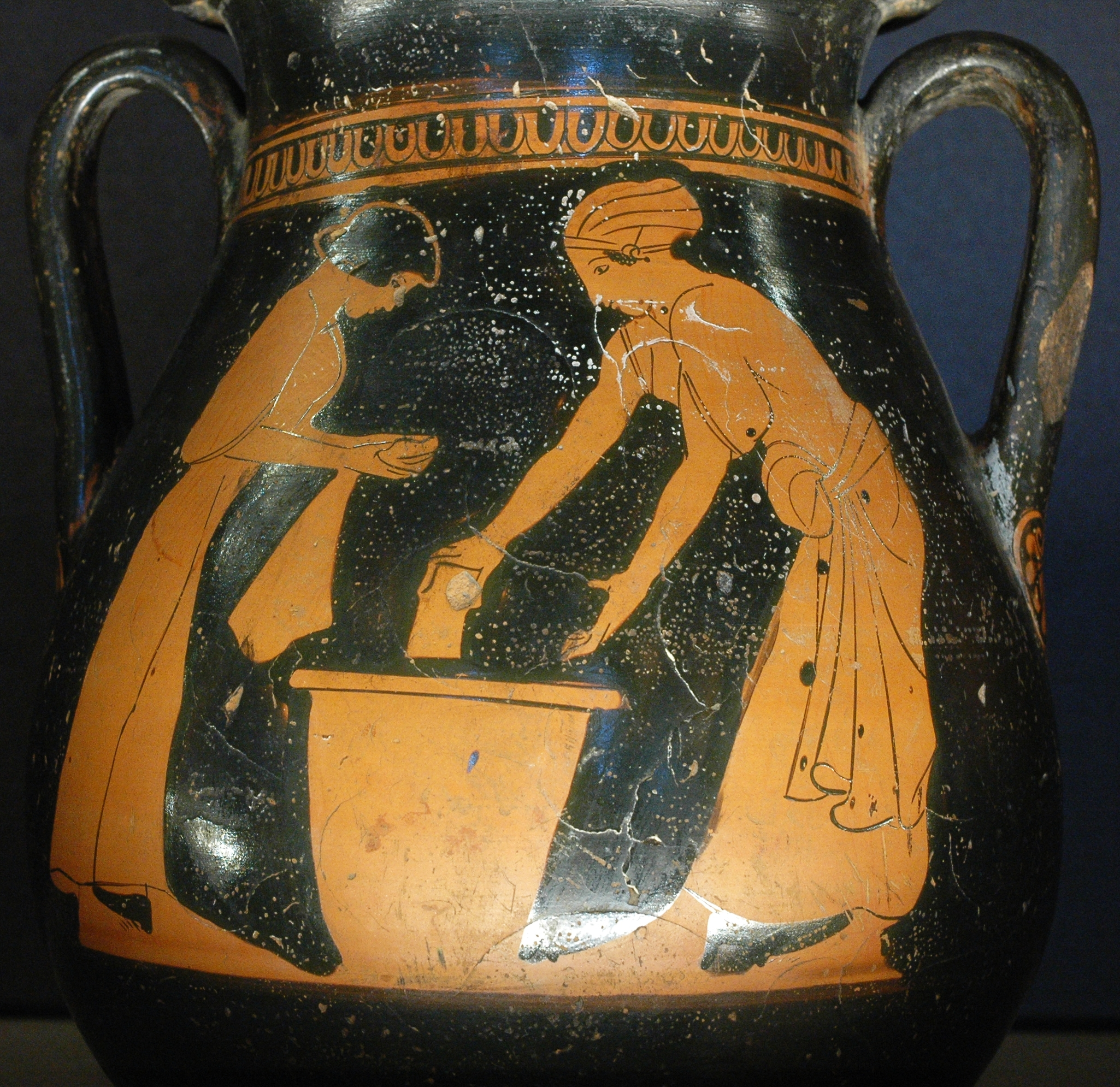
Mujeres lavando la ropa, pélice ática del Pintor de Pan, h. 470-460 a. C., Museo del Louvre.

La hija llamada «epíclera» es la que se hallaba en la circunstancia de ser la única descendiente de su padre: no tenía ni hermanos, ni descendientes de hermanos susceptibles de heredar. Según la ley ateniense, no podía heredar, pero estaba «atada (en griego antiguo: ἐπι) a la herencia (en griego antiguo: κλῆρος)». En consecuencia, debía casarse con su más próximo pariente: a través de ella, los bienes familiares pasaban a su marido, luego a sus hijos, los nietos del difunto. Este principio, relativamente simple, estaba en el origen de complicados casos, sobre lo que no hay informaciones precisas: así, si la hija epíclera estaba ya casada en el momento del deceso de su padre, se ignora si el pariente más próximo estaba en el derecho de disolver el matrimonio precedente. En cambio, existen al menos dos casos de parientes próximos divorciándose de sus esposas, y cuidando de la segunda nupcias de estas, para casarse con las hijas epícleras. Pero el Pseudo-Demóstenes señala que el pariente más cercano podía negarse a casarse con la epíclera; sin embargo «este debía darla en matrimonio con una dote, el pentacosiomedimno de 500 dracmas, de 300 el hippeis (caballero) y de 150 el tete».

### Metecas y esclavas
Se sabe poco de las mujeres metecas, excepto el montante del impuesto que las afectaba: el metoíkion (μετοίκιον) se elevaba para ellas a seis dracmas anuales, frente a doce para un hombre. Muchas de ellas seguían simplemente a su marido, llegado a Atenas por negocios o para seguir las enseñanzas de un maestro reputado. Se puede suponer que su modo de vida era semejante al de las hijas y mujeres de los ciudadanos.
Una minoría estaba constituida de mujeres únicamente llegadas a Atenas para obtener fortuna. Las más pobres acababan a menudo prostitutas (en griego antiguo: πόρναι, romanizado: pórnai) en los burdeles de El Pireo o de Atenas misma. Las mujeres más educadas podían convertirse en heteras o cortesanas. Eran las compañeras casi oficiales de los hombres de negocios y de los políticos atenienses. La más célebre de ella era Aspasia, originaria de Mileto. Compañera y segunda esposa de Pericles, por la cual abandonó a su mujer legítima. Bella, inteligente, acogía a la élite intelectual de su época, y se codeaba de igual a igual con los hombres. Como reverso de la moneda, fue el blanco de los autores cómicos que la describen como una vulgar encargada de un burdel y una intrigante.

## En Esparta en la época clásica
En el mundo dorio, parece que las mujeres gozaban de más libertad que en el resto de la antigua Grecia. Esparta se distinguía de las otras ciudades griegas en que sitúaba a las mujeres más o menos en pie de igualdad con los hombres; todas estaban sometidas al Estado, y su fin primero era la reproducción de soldados vigorosos y disciplinados.

### Educación

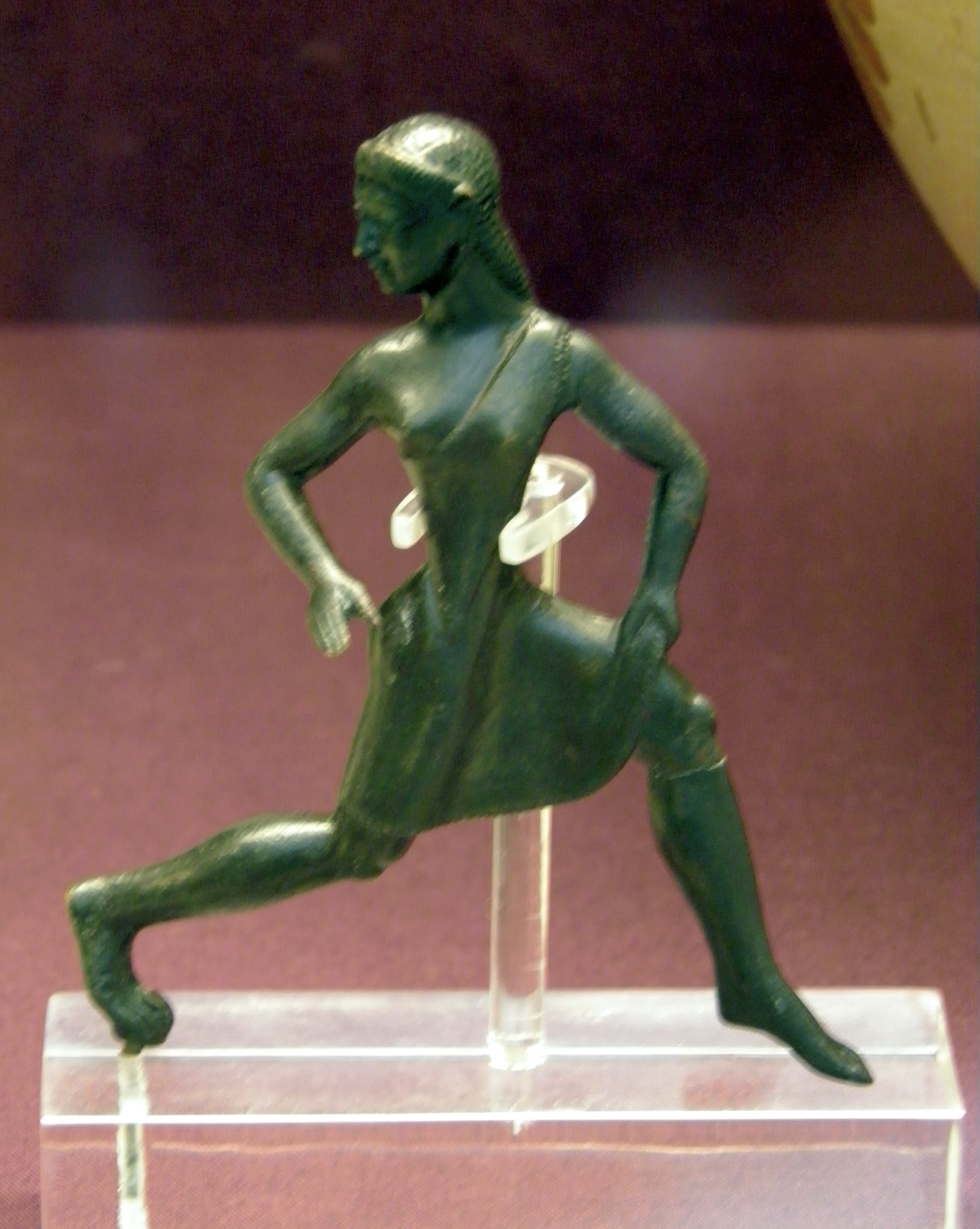
Figurilla de una joven corriendo, descubierta en Prizren (Serbia) y probablemente hecha en Esparta o sus alrededores, Museo Británico.

Esparta presentaba la particularidad de tener un sistema educativo obligatorio para todos y organizado por el Estado, donde otras ciudades dejaban a los padres como únicos responsables de sus hijos. Este sistema educativo era obligatorio para varones y mujeres desde la niñez. El fin del sistema, para los chicos, era producir hoplitas disciplinados, para las chicas formar madres vigorosas, que parieran niños fuertes y sanos. Como en el caso de los chicos, comenzaba su etapa educativa a la edad de 7 años. Se acababa hacia los 18 años, edad a la cual las jóvenes se casaban. Comprendía dos planes deportivos: por un lado un entrenamiento físico para dar firmeza al cuerpo; por otro, la mousikế (en griego antiguo: μουσική), término que para los griegos aglutinaba el baile, la poesía y el canto.
Por lo que respecta al plano deportivo, Jenofonte indica que Licurgo instituyó un entrenamiento físico para los dos sexos, que comprendía la carrera a pie y la lucha, disciplinas confirmadas por Eurípides. Plutarco (Vida de Licurgo) añade a esta lista los lanzamientos de disco y de jabalina. 
Teócrito representa a dos chicas reclamando fieramente su participación en las mismas carreras que los chicos, a lo largo del río Eurotas y su recurso a los ungüentos, como estos últimos. Por lo demás, ellas se entrenaban también desnudas. Este entrenamiento no era realmente una preparación para el combate: los chicos y las chicas se ejercitaban por separado. Sin embargo, el vigor de las mujeres espartanas era proverbial en Grecia: Clearco de Solos (mitad del siglo III) informa que ellas se apropiaban de hombres adultos y solteros y les golpeaban para obligarles a casarse, lo que implica una fuerza y determinación importantes. Parece que el entrenamiento deportivo comprendía una parte de equitación. Así, las figurillas votivas encontradas en el santuario de Artemisa Ortia muestran a chicas montando a lo amazona.
Tratándose de la mousikê, las jóvenes tomaban parte en todas las grandes fiestas religiosas de las Partenias —coros de vírgenes— de las cuales Alcman es el principal autor. Los cantos eran aprendidos de memoria; permitían a las chicas aprender los grandes relatos mitológicos, pero también adquirir el sentido de la competición. Los cantos hacían alusión a concursos de belleza o representaciones musicales. Las figurillas votivas las muestran tocando diversos instrumentos. Parece que algunas espartanas al menos sabían leer y escribir. Así, las anécdotas, algunas tardías, evocan las cartas enviadas por las madres a sus hijos partidos al combate. Gorgo, hija del rey Cleómenes I fue la única en descubrir el secreto de un mensaje enviado por el rey Demarato: ella hizo quitar la cera de la tablilla, revelando el texto grabado en la madera.

### Matrimonio
Durante la época clásica, se encuentran dos sistemas concurrentes en Esparta: el primero, el tradicional, era común a todas las ciudades griegas. Se trataba de asegurar la prosperidad de la línea familiar. El segundo, se sometía al ideal igualitario estatal: se trataba de producir chicos fuertes.
Desde la segunda óptica, el matrimonio se producía más tarde que en las otras ciudades: el marido tenía alrededor de 30 y su mujer, sobre 18. Daba lugar a una curiosa forma de inversión: la intermediaria afeitaba el cráneo de la esposa, le proporcionaba vestidos y la dejaba sola en un pajar, a oscuras. El esposo, al salir de la sisitia (comida en común) se reunía con su mujer, siempre en la oscuridad, y después de tener una relación con ella, volvía a marcharse para reunirse con sus compañeros de dormitorio. El matrimonio permanecía así secreto, hasta el primer hijo. Plutarco afirma que así, los esposos, «ignoran la saciedad y el declive del sentimiento que entraña una vida en común sin trabas».
Las mujeres ejercían una forma de control sobre su matrimonio. Aunque los viejos maridos eran incitados a «prestar» a sus mujeres a jóvenes fuertes, Plutarco menciona también que las mujeres tomaban a veces un amante, de modo que el niño que naciera pudiera heredar dos lotes de tierra (kleroi) en lugar de uno.

## El caso de Gortina

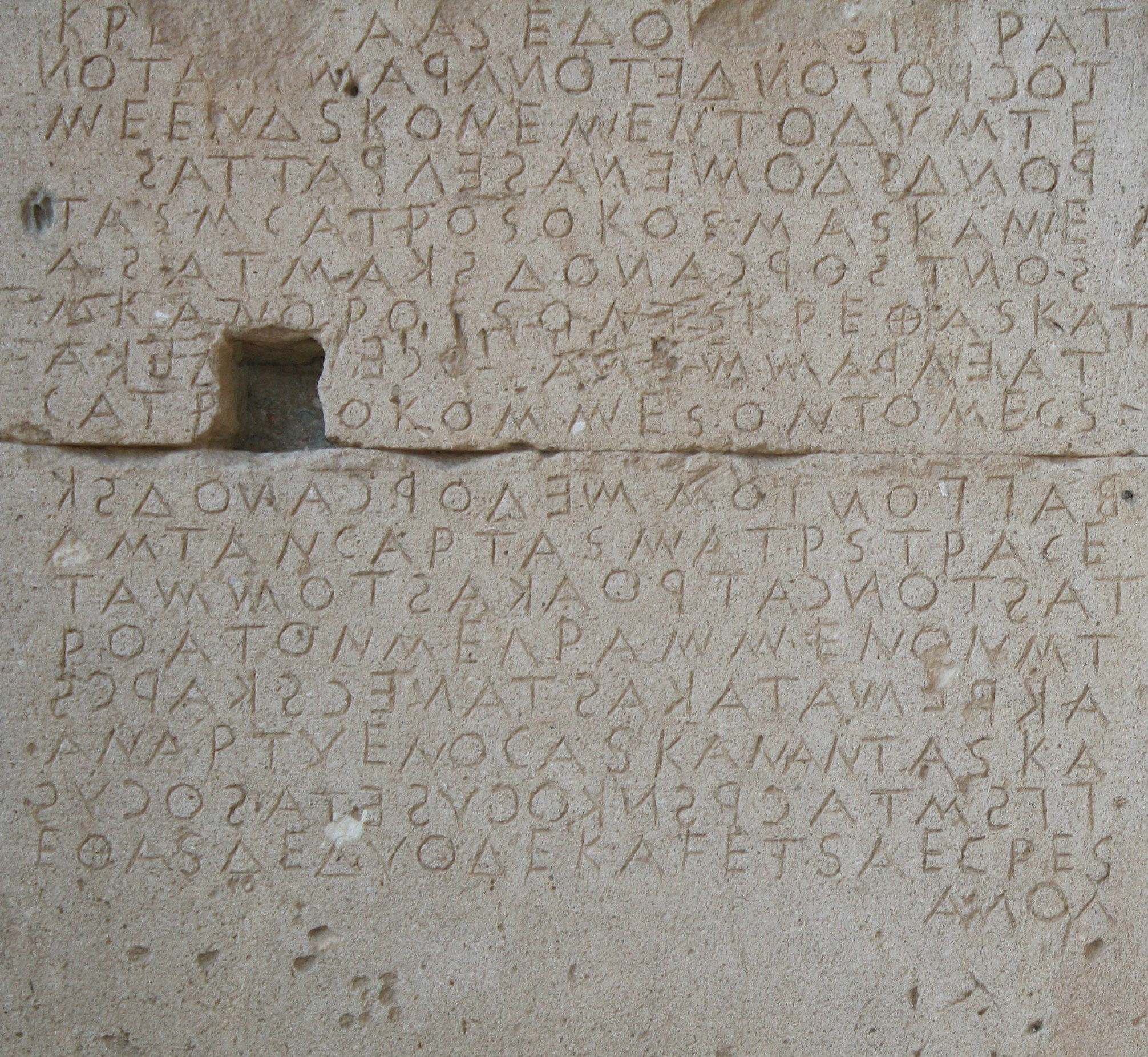
Leyes de Gortina: detalle de la inscripción en escritura bustrofedon.

Gortina  era una pequeña ciudad de Creta, fundada por los dorios, al igual que Esparta, que estaba lejos de jugar un papel importante en la antigua Grecia. Sin embargo, ha entregado a la posteridad tres fragmentos de piedra inscrita que constituyen lo que se ha llamado el «Código de Gortina», que consta de siete capítulos de legislación privada, principalmente centrada en el derecho de familia.
Como en las otras ciudades griegas, la mujer en Gortina era una inferior. Estaba bajo la tutela permanente de un hombre: padre, hermano o esposo. Si estaba protegida contra la violación, la legislación no la distinguía de la seducción. El matrimonio era por esencia, la unión de dos linajes: el tutor disponía del derecho de dar a su protegida en matrimonio. Cuando daba a luz a sus hijos, su tutor tomaba la decisión de conservarlos o de exponerlos.
Sin embargo, la mujer gozaba en Gortina de una autonomía mucho más grande que en las otras ciudades. Podía poseer bienes, ya fueran muebles o inmuebles. Los adquiría principalmente mediante su dote: recibía la mitad de una parte de la herencia masculina, fuera de mejora, como la casa familiar e instrumentos agrícolas. Era libre de disponer de sus bienes: ni su marido, ni sus hijos tenían el derecho de hipotecarlos. 
En caso de divorcio o de viudedad, la dote le pertenecía y podía utilizarla para volverse a casar. En cambio, parece seguro que la mujer no administraba ella misma sus bienes. Así, en caso de divorcio, el esposo conservaba la mitad de las rentas de la dote, incluso si el divorcio se había producido por su culpa.
La hija heredera (es decir, huérfana y sin hermanos), la patrôïôkos (en griego antiguo: τὰ πατρῷα, tà patrỗia, «el bien paterno»), tenía el derecho de rechazar al que normalmente debía esposarla, es decir, el pariente más próximo. En ausencia de un pariente próximo, o en caso de rechazo de este último, la patroiokos era libre de casarse con quien quisiera (o pudiera). Si estaba ya casada, la situación variaba si existían o no hijos: en resumen, desde el momento que tenía ya hijos que pudieran recibir la herencia por parte de su madre, la patroiokos era dejada en una relativa libertad, situación que contrastaba con la de la epíclera ateniense.

## En la época helenística
La cantidad de información disponible sobre las mujeres del período helenístico es sorprendentemente amplia.

La abundancia de información sobre las mujeres de la realeza puede atribuirse tanto al impacto de estas mujeres en los escritores antiguos como a que ellas mismas se involucraron en la actividad política de los hombres.
La acción de mujeres de estatus menos elevado puede también verse en actuaciones públicas, en cómo algunas mujeres libres, consiguieron una mayor influencia en asuntos políticos y económicos, y al mismo tiempo, difundieron sus opiniones sobre el matrimonio, el papel de la mujer, la educación y la conducta en sus vidas privadas.
La experiencia de las mujeres, desde las esclavas y heteras hasta las reinas, fue recogida y preservada en las creaciones culturales del periodo.
Un cómputo cuidadoso de las representaciones de la mujer en la escultura, comedia, cerámica pintada y otras artes muestra una mayor atención a sus experiencias sexuales y a la naturaleza de su vida cotidiana.
El comentario de los filósofos, en su mayor parte inclinados a la pervivencia de los papeles femeninos tradicionales, revela que la posición de las mujeres cambió a medida que también lo hacía la sociedad durante este periodo.

### Esposas y madres de los conquistadores macedonios

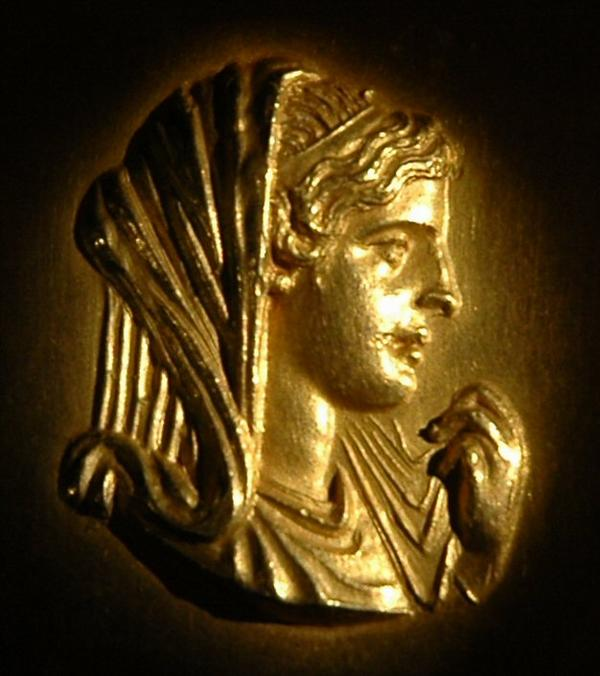
Moneda de Olimpia de Epiro.

La muerte de Alejandro Magno, trajo cincuenta años de guerras entre sus sucesores y el establecimiento de dinastías de macedonios: Antigónidas en Grecia, Ptolomeos en Egipto y Seléucidas en Asia Menor.
Entre las familias reinantes de Macedonia, la relación entre madre e hijo podía ser mucho más fuerte y significativa que la de marido y mujer. Muchos reyes macedonios se permitían la poligamia tanto formal como informal, razón por la cual se resistían a menudo a conferir un estatus privilegiado a alguna de sus esposas (lo que hubiera también aclarado cuál de sus hijos era el designado como sucesor al trono), propiciando así un clima de intriga y lucha por el poder dentro de su corte que podía terminar con su propia muerte a manos de una madre hambrienta de poder conspirando en nombre de su hijo.
La historia nos muestra a las reinas macedonias como ambiciosas, astutas y, en muchos casos, despiadadas. Los elementos comunes de estos relatos cuentan la eliminación, a menudo por el veneno, de antagonistas políticos y reinas rivales así como de sus progenies, el asesinato del marido, y la esperanza de la reina de que podría disfrutar de un mayor poder en el reino de su hijo del que gozaba cuando era su marido el que ocupaba el trono. Estas eran mujeres que competían en una «palestra» tradicionalmente masculina y que utilizaban con toda decisión armas y técnicas de hombres, además del veneno, reputado como «arma de las mujeres».
Aparte de Cleopatra VII, las más poderosas e ilustres de las princesas macedonias fueron Olimpia y Arsínoe II. Olimpia es famosa por ser la madre de Alejandro Magno. En la corte de su marido, Filipo, Olimpia luchó contra esposas rivales, amantes e hijos con objeto de asegurar a Alejandro la sucesión al trono de Macedonia. Aunque finalmente fue derrotada y condenada al exilio, fue claramente una mujer de genio y determinación.
Alejandro fue proclamado rey después del asesinato de Filipo en 356 a. C. Se culpó a Olimpia de esta muerte, injustamente con toda probabilidad —estaba por aquel tiempo en el exilio—, aunque tenía mucho que ganar cuando su hijo, de 20 años de edad, sucedió a su padre. Dos años más tarde, Alejandro partió para la conquista del Imperio persa. Mientras Alejandro estaba en campaña, Olimpia presidía la corte en Macedonia. Compitió por el poder con Antípatro, al que Alejandro había dejado como su segundo. Políticamente, Alejandro apoyaba a Antípatro, pero nunca dejó de estar muy unido a su madre.
Aunque el modelo de alianzas entre madres con poder y sus hijos fue repetido una y otra vez, las mujeres también fueron usadas en roles pasivos por los reyes helenísticos en forma paralela a la empleada por los tiranos griegos de la Época Arcaica.
Los matrimonios de las princesas macedonias, por ejemplo, eran a menudo arreglados por sus mayores varones para cimentar alianzas entre los hombres, es decir, entre estos y los maridos. Estos matrimonios dinásticos eran disueltos cuando aparecían nuevas alianzas políticamente más atractivas.
Por supuesto, el rechazo unilateral de una reina por su esposo en provecho de otra podía terminar violentamente, y una vez que los padres o tutores de la esposa rechazada se veían afectados, estas alianzas matrimoniales podían a menudo producir enfrentamientos internacionales. Uno de los matrimonios desafortunados fue el de Berenice y Antíoco.

### Resto de mujeres
Las mujeres también fueron beneficiarias de los más generosos reconocimientos de ciudadanía y derechos políticos en las ciudades griegas —por razones diplomáticas, culturales y económicas—, lo que fue un fenómeno característico de este período cosmopolita.
Algunas mujeres obtuvieron concesiones de derechos políticos o de ejercicio de actividades públicas. Otras obtuvieron la ciudadanía honoraria y los derechos de proxenía (privilegios otorgados a los extranjeros) por ciudades foráneas como gratitud por los servicios prestados. En el año 210 a. C., Aristodama, una poetisa de Esmirna, obtuvo la ciudadanía de los etolios de Lamia (Tesalia), porque su poesía alababa al pueblo de Etolia y a sus antepasados. Una inscripción recuerda la existencia de una mujer arconte en Istria durante el siglo II a. C. En el siglo I a. C., otra mujer magistrado, File de Priene, fue la primera mujer que construyó una presa y un acueducto. Es muy probable que fuera nombrada magistrado porque prometió contribuir con su fortuna privada a la realización de estas obras públicas.
Estas mujeres eran excepcionales, pero muchas otras continuaron siendo excluidas de la participación en el gobierno. Pero desde entonces, bajo la dominación de los monarcas helenísticos las implicaciones de la ciudadanía y sus privilegios fueron mucho menos favorables para los hombres de lo que habían sido en las ciudades-estado del mundo clásico. Por un lado, el abismo entre los privilegios masculinos y femeninos se había estrechado, y por otro, los hombres, en vez de tratar de ampliarlos, estuvieron más dispuestos a compartir con las mujeres la disminución de privilegios que tenían.
Aunque el incremento de la dedicación política de las mujeres griegas no pertenecientes a la realeza era muy pequeño, se estaba produciendo una lenta evolución en el estatus legal, particularmente en el derecho civil. Este cambio era más apreciable en las áreas recientemente helenizadas por las conquistas macedonias que en las viejas ciudades de la Grecia continental.
En este contexto de griegos desenraizados, faltos de las tradicionales salvaguardas de la polis, una mujer griega podría no tener un fácil recurso a la protección de sus familiares varones, y por lo tanto, verse obligada tanto a guardarse por sí misma como a incrementar su capacidad legal para actuar en su propio beneficio.

#### En Egipto

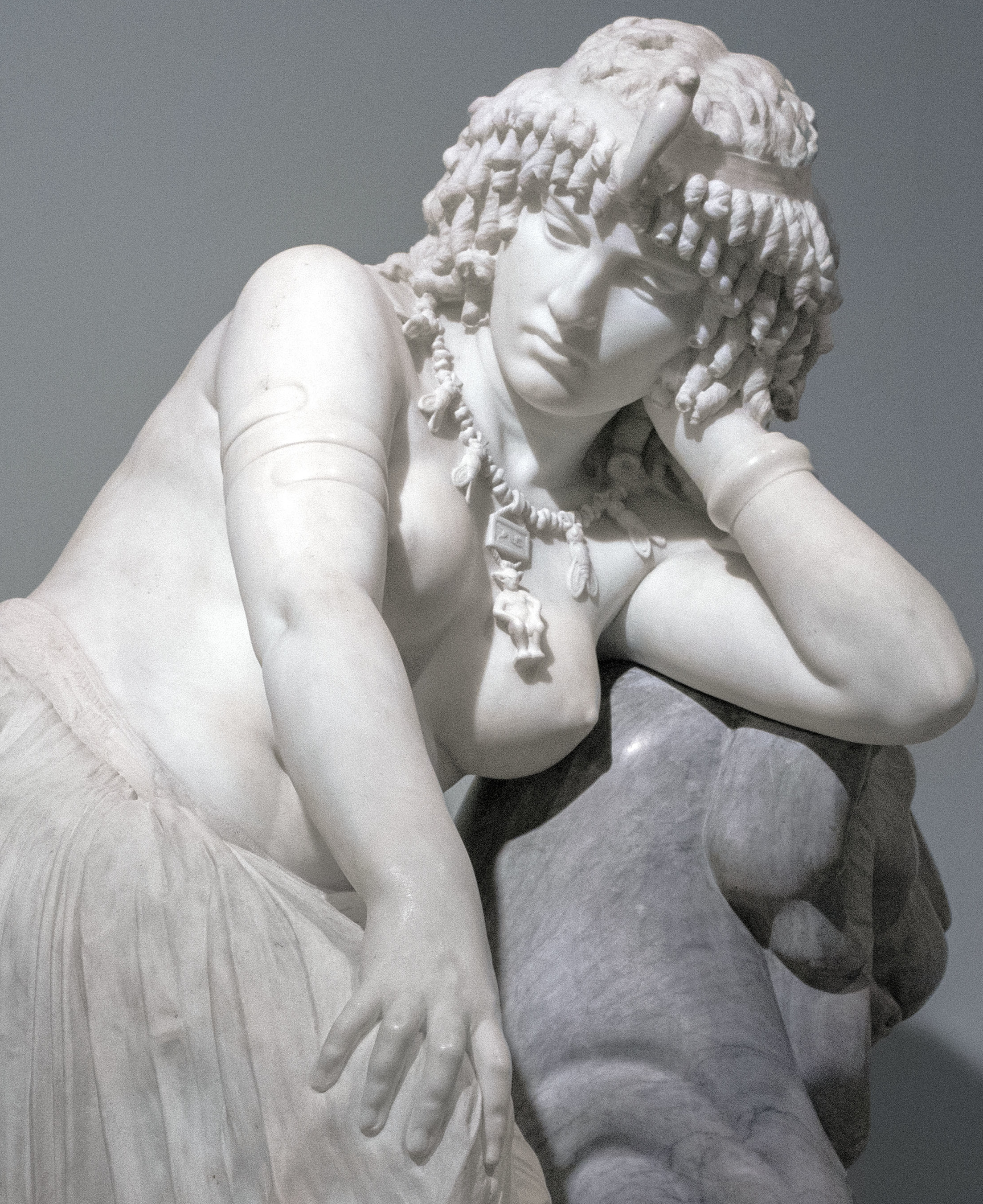
Cleopatra, reina de Egipto en el período helenístico que iniciara Alejandro Magno.

Papiros provenientes de Egipto suministraban abundantes evidencias de lo dicho en el ámbito del derecho privado, pero esto no quiere decir que haya de sacarse la conclusión de que las leyes helenísticas fueran uniformes ni que las prácticas egipcias se aplicaran en otras áreas.
Es necesario distinguir entre las leyes que afectaban a las mujeres griegas que vivían en Egipto y las que se referían a las egipcias nativas, leyes estas últimas, que aunque menos estudiadas, parecen ser menos severas. Las mujeres griegas cuando actuaban dentro de las convenciones tradicionales de las leyes griegas, continuaban necesitando algún tutor; las egipcias no. Cuando una mujer griega tenía que hacer alguna declaración pública o que incurrir en una obligación contractual que afectara a personas o propiedades necesitaba siempre de un familiar varón que actuara como tutor. Hay innumerables ejemplos de contratos de tal clase. Documentos en los que aparece una mujer como compradora, vendedora, prestataria o prestamista, arrendadora o arrendataria. Las mujeres estaban sujetas, como los hombres, a varios impuestos que recaían sobre estas actividades comerciales. También tenían derecho a recibir y otorgar donaciones y legados, actuando siempre con sus tutores, nombrando usualmente a sus maridos e hijos como herederos. A las ciudadanas de Alejandría, las denominadas astai, se les prohibió hacer testamento.
A las mujeres griegas de Egipto se les permitía, no obstante, actuar sin tutores en tales situaciones. A una mujer se le permitía dirigir una petición al gobierno o a la policía en su propio favor, siempre que ello no implicara una obligación contractual ni una indebida publicidad. Unas pedían una especial consideración como mujeres «necesitadas y sin defensa», otras, alegaban merecer piedad por ser «mujeres trabajadoras» y no faltaban las que pedían ser relevadas de la obligación de cultivar terrenos del Estado, citando antiguas decisiones en las que se concedía exención a las mujeres con la exclusiva base de su pertenencia al sexo femenino o que «al no tener hijos no podían subvenir a sus propias necesidades». Viudas o madres de hijos ilegítimos podían dar a sus hijas en matrimonio o colocar como aprendices a sus hijos varones. Conocemos al menos un caso de una viuda que tuvo el derecho a abandonar un hijo póstumo después de haber obtenido el permiso de su anterior suegra.

##### Contrato de matrimonio de Heráclides y Demetria
La expansión de los derechos de la mujer casada puede verse en un contrato de matrimonio de 311 a. C., entre un griego y una mujer que vivía en Egipto. Las características más notables de este contrato son el reconocimiento de dos códigos para la conducta matrimonial —uno para el marido, otro para la esposa— y la estipulación de que ambos cónyuges estén sujetos a la interpretación de lo socialmente igual para la pareja. Los derechos y obligaciones sociales y morales se les reconocen a ambas partes. Las potenciales indiscreciones del marido están especificadas, mientras que las de la mujer se muestran modestamente veladas. En el contexto helenístico, las obligaciones contractuales pueden ser interpretadas de esta manera: para la mujer, la prohibición absoluta de relaciones sexuales extramaritales; se le permite a los hombres el adulterio casual, especialmente con esclavas o prostitutas; ningún segundo e ilegítimo hogar con otra mujer cuya presencia pueda ser odiosa a la esposa y cuyos hijos pudieran hacer reclamaciones por tal situación.
La definición del delito de adulterio según el juicio realizado por el círculo social de la pareja y la adscripción de los bienes al cobro de las indemnizaciones estipuladas como penas pecuniarias, son ideales legales elogiables. Se estableció un fondo teórico consistente en el valor de la dote de la esposa y una suma equivalente aportada por el marido. El contrato prevé que si la trasgresión del código moral es probada a satisfacción de los tres árbitros, el fondo pasa a ser propiedad de la parte perjudicada, en concepto de indemnización de daños y perjuicios; y como castigo, en cuanto al trasgresor se refiere.
El documento no tiene especificaciones en cuanto a herencias o división de los bienes comunes en caso de divorcio. Sin duda no eran necesarias estipulaciones explícitas al respecto, pues ya se había establecido por los griegos, en la colonia Elefantina, un modelo sobre este tema.
La participación de la madre en el acto de dar una hija en matrimonio no era corriente. La novia no rompía sus lazos con su familia, pues ello permitía la posibilidad de que el padre siguiera interviniendo en la elección del lugar en el que la pareja podía vivir.

#### El papel del padre de la novia

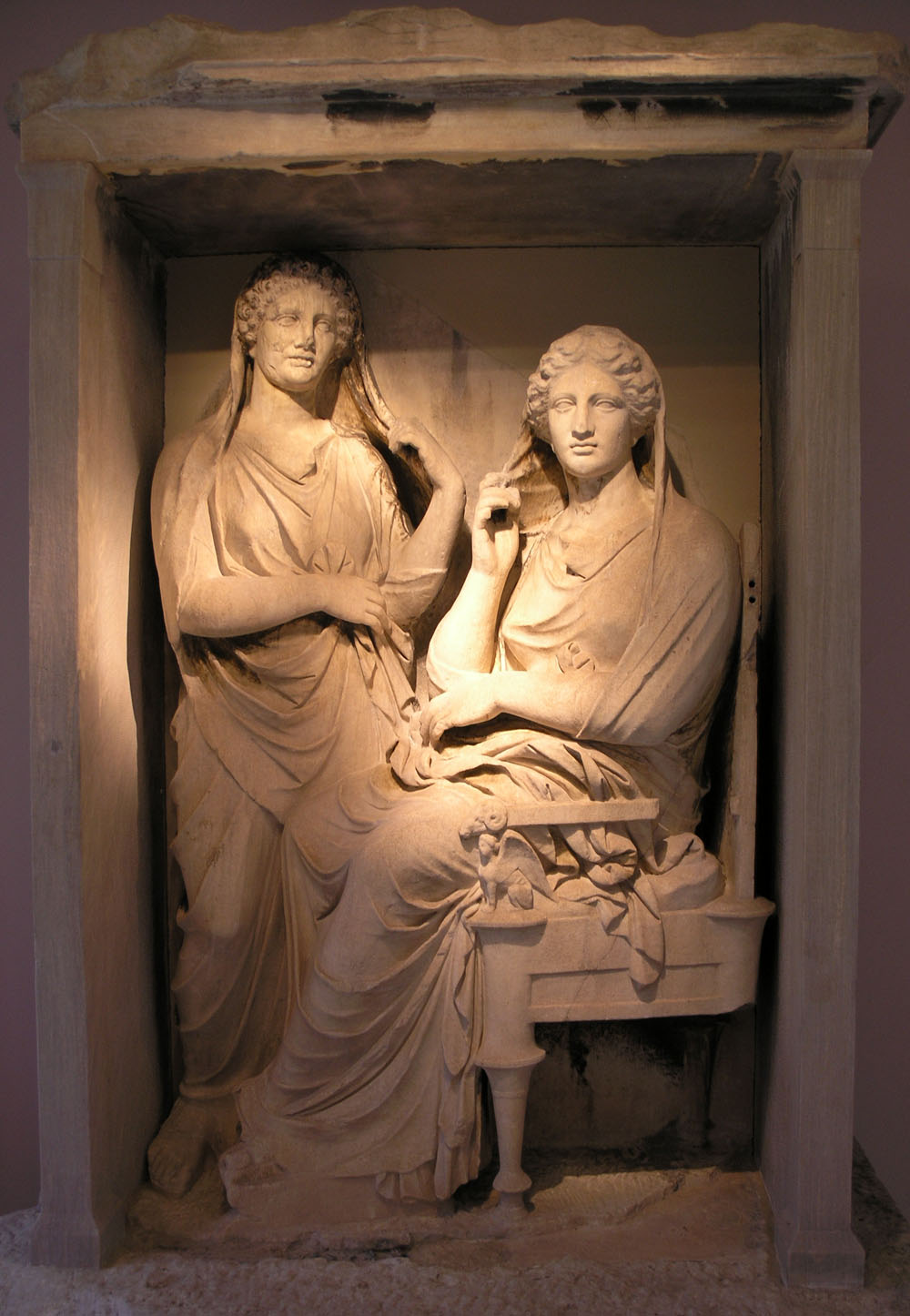
Uno de los últimos monumentos funerarios de este tipo antes de la ley de Demetrio de Falero prohibiéndolos. Hacia 325-310 a. C., Museo Arqueológico del Cerámico.

Al avanzar la época helenística, el papel del padre de la novia disminuyó. Era normal para un padre el dar una hija en matrimonio de acuerdo con su papel de tutor formal, pero muchos contratos de esponsales se hacían simplemente entre un hombre y una mujer que acordaban compartir sus vidas. Comenzaban a afirmarse los derechos de la hija casada a su autodeterminación, en contra de la autoridad paterna. De acuerdo con las leyes de Atenas, Roma y Egipto, un padre podía disolver el matrimonio de su hija aún en contra de la voluntad de esta. Por supuesto, las leyes romanas y egipcias posteriores restringieron la autoridad del padre sobre la hija ya casada decretando que en estos casos los deseos de la hija habrían de ser un factor determinante. Si quería permanecer casada podría hacerlo así.

#### El divorcio
El divorcio estaba previsto en numerosos contratos matrimoniales, permitiendo a marido y mujer iguales oportunidades para repudiarse mutuamente. También se han hallado escrituras de divorcio. Las estipulaciones más importantes son las que se referían a la restitución de la dote. Los hijos tenían que ser mantenidos por el padre, aunque no residieran con este. Esta medida era justa, ya que lo normal era que la propiedad común quedara en manos del marido. Un contrato matrimonial de 90 a. C., que aborda la protección de los bienes comunes a lo largo de toda la duración del matrimonio, admite que la esposa normalmente sufre un daño financiero tras la disolución de su matrimonio, ya que no recibe parte alguna de los bienes del matrimonio, sino simplemente la devolución de la dote que aportó. Este documento también hace constar específicamente cuál debe ser la conducta sexual del marido, lo que incluye la prohibición de traer al hogar una segunda esposa, tener una concubina o un joven amante y tener hijos con otra mujer o vivir en una casa que no sea la suya, apartándose así de su esposa.

#### Actividades económicas de las mujeres
La capacidad legal de la mujer para obtener beneficios de actividades económicas se incrementó durante este periodo. No solo en Egipto, sino en otras áreas del mundo griego, mujeres respetables participaron cada vez más en actividades económicas. Las mujeres griegas ejercían un control sobre sus esclavos, pues era corriente que figuraran en las inscripciones en las que se nombraba a los que concedían su manumisión. Hay 123 mujeres entre los 491 que se relacionan como liberadores en una lista de Delfos del año 150 a. C.

Los registros de tierras en Ceos y Tinos muestran muchos nombres femeninos.
Hay una clara evidencia de la actividad económica de la mujer en Delos: mujeres casadas, asistidas por sus tutores, pedían dinero a préstamo —lo que sugiere que eran ellas mismas, más bien que sus maridos, las responsables de sus deudas particulares— y esposas de prestamistas aparecen registradas como "conformes" con los préstamos concedidos por sus esposos.
En Amorgos, hay también inscripciones que muestran a los esposos haciendo contratos concernientes a propiedades con la explícita conformidad de sus mujeres. Unas cuantas mujeres habían merecido reconocimiento por generosas contribuciones hechas de su fortuna personal. No obstante, aunque los tutores familiares no son citados específicamente, ellos tomaban parte en las operaciones, al menos en una especie de ficción legal.

##### En Esparta

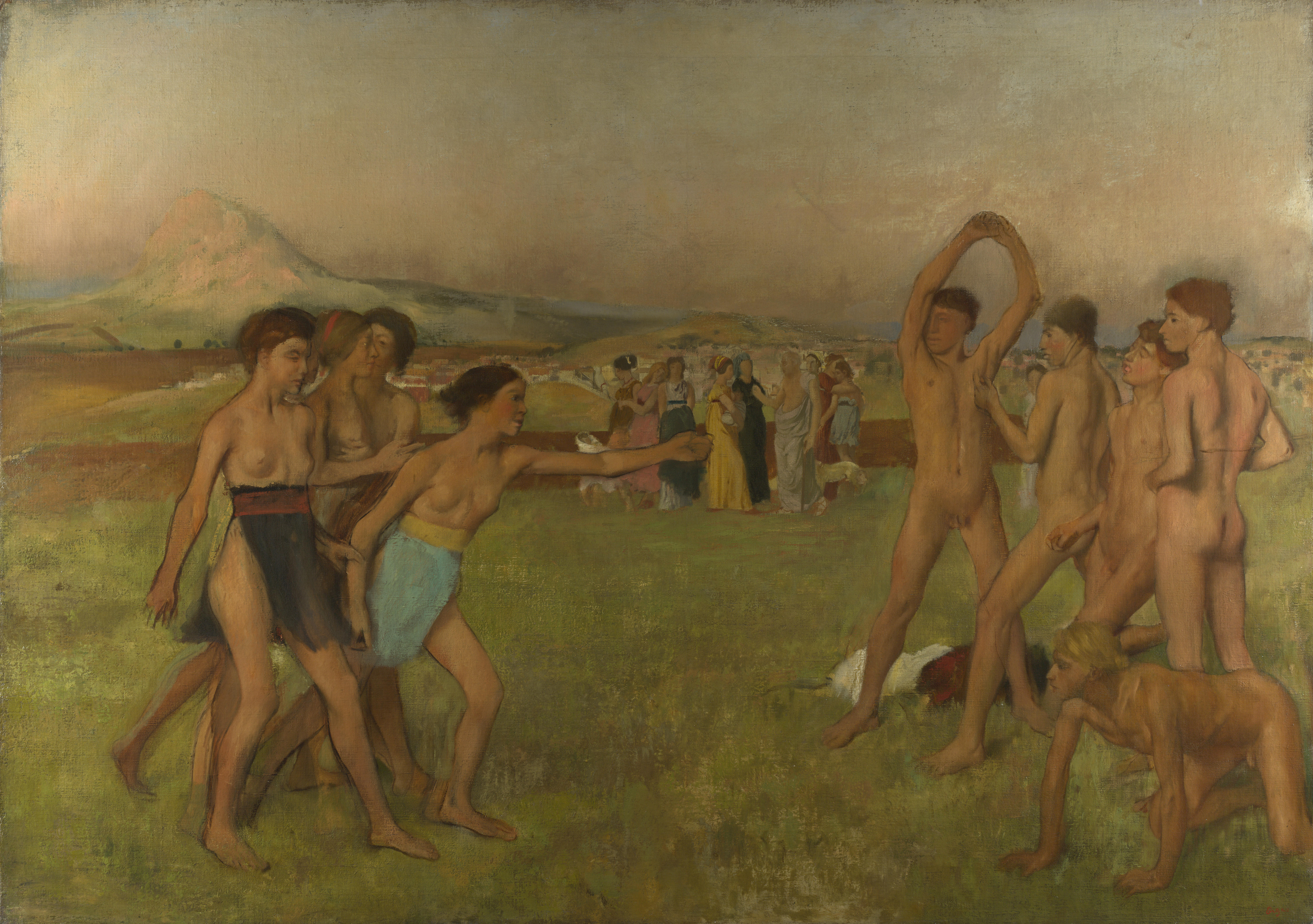
Jóvenes espartanas ejercitándose en la lucha. El fresco retrata un entrenamiento mixto de Esparta, exhibida en la National Gallery de Londres)

Esparta fue una excepción, pues allí las mujeres empleaban su dinero como querían, a despecho de la desaprobación ocasional que pudieran hacer los parientes varones.
Las mujeres de Esparta constituían un conspicuo grupo de mujeres ricas. Las más ricas de la Esparta helenística eran la madre y la abuela del rey Agis. Las mujeres poseían los dos quintos de las tierras, y siempre se opusieron a las reformas económicas que hubieran redistribuido la riqueza de Esparta. Como los hombres de alta posición, también presentaban a menudo caballos de raza en las carreras de los juegos olímpicos con objeto de atraer la atención hacia ellas mismas y su prosperidad económica. Sus nombres aparecen registrados en listas de participantes y de ganadores. Dos espartanas, Cinisca y Eurileonis, y una cortesana, Bilitisque de Argos, que fue concubina de Ptolomeo II, fueron las primeras mujeres cuyos caballos ganaron en Olimpia. Las hijas de Polícrates de Argos fueron vencedoras en las Panateneas, a principios del siglo II a. C.

##### En Atenas
En Atenas, contrastando con otras partes del mundo griego, hubo muy poca, por no decir ninguna emancipación legal o económica de la mujer. De hecho, entre 317 y 307 a. C., durante el gobierno de Demetrio de Falero, hubo menos libertad que en el periodo clásico. La legislación de Demetrio reflejaba las ideas éticas de Aristóteles, quien creía que la parte intelectiva del alma femenina era débil y necesitaba de una supervisión. Demetrio estableció una junta de gynaikonomoi —una especie de supervisores de la mujer—, que censuraban su conducta e incluso controlaban la prodigalidad en fiestas y banquetes. Aristóteles opinaba que la supervisión de la conducta de las mujeres era conveniente para regular las extravagancias de las clases ricas, ya que las pobres carecían de esclavos y se veían obligadas a enviar a sus mujeres a la calle a hacer recados como si fueran sirvientes. Las mujeres ricas e independientes, como las espartanas y las prostitutas, podían presumir de las riquezas que realmente poseían, pero la esposa de un hombre rico, debía ser un emblema de la prosperidad de su esposo. De aquí que la regulación en Atenas de la conducta de las mujeres, especialmente en lo referente a restricciones en los banquetes suntuarios, constituyese realmente una limitación a las extravagancias de los hombres.